# Liste der Kulturdenkmale in Bad Düben

Wappen von Bad Düben

In der Liste der Kulturdenkmale in Bad Düben sind die Kulturdenkmale der Stadt Bad Düben verzeichnet, die bis März 2020 vom Landesamt für Denkmalpflege Sachsen erfasst wurden (ohne archäologische Kulturdenkmale). Die Anmerkungen sind zu beachten.
Diese Aufzählung ist eine Teilmenge der Liste der Kulturdenkmale im Landkreis Nordsachsen.

## Bad Düben
| Bild                                    | Bezeichnung | Lage                                              | Datierung | Beschreibung | ID       |
| --------------------------------------- | --- | ------------------------------------------------- | --- | --- | -------- |
|                                         | Wohnhaus (Langes Haus, Alaunwerk) | Alaunwerksweg 38 (Karte)                          | 1. Hälfte 19. Jahrhundert | Zum Alaunwerk gehöriger lang gestreckter Klinker-/Fachwerkbau, singulär, baugeschichtlich und ortsgeschichtlich von Bedeutung. Zweigeschossiger roter Klinker-/Fachwerkbau, Ziegelsockel, Krüppelwalmdach, Rechteckfenster, Fenster teilweise erneuert, innen Umbauten, Portale neu. | 08973980 |
| Weitere Bilder                          | Transformatorenstation | Altenhof (Karte)                                  | Um 1925/1930 | Technik- und versorgungsgeschichtliche Bedeutung. Putzbau, Pyramidendach, Biberschwanzdeckung, gerade Sohlbänke, kleiner portalähnlicher Eingang, kräftiges Türgewände, Putzfaschen. | 08974055 |
| Weitere Bilder                          | Herrenhaus des ehemaligen Freigutes Altenhof | Altenhof 6a, 6b (Karte)                           | Ende 17. Jahrhundert und später | Repräsentativer Putzbau mit hohem Walmdach, baugeschichtlich und ortsgeschichtlich von Bedeutung. Besonders landschaftsprägende Lage, zweigeschossiger Putzbau mit Walmdach, Hauptfront mit Portikus auf vier dorischen Säulen und Dreieckgiebelabschluss, von kräftig profilierten Gesimsen gegliedert, als Gebäude von abgestuften Traufgesims abgeschlossen, rechter Teil mit originalen Fenstern (Anfang 20. Jahrhundert) und mit Fensterläden, Umbauten um 1936 und 1950, innen originale Wendeltreppe mit figürlichen Schnitzereien erhalten, linker Teil saniert (geteilte Besitzverhältnisse). | 08973942 |
| Direkt Bild zu diesem Denkmal hochladen | Wohnhaus mit Laubengang in geschlossener Bebauung | Altstädter Straße 3 (Karte)                       | 2. Hälfte 18. Jahrhundert | Putzbau mit Ladenfront, baugeschichtlich und städtebaulich von Bedeutung. Zugleich mit einem der wenig erhaltenen Laubengänge im Ort ausgestattet, zweigeschossiger Ziegelbau, verputzt, Satteldach (Biberschwanzdeckung), Lisenengliederung, originales hölzernes profiliertes Traufgesims, einfache Fassade mit Rechteckfenstern und Ladeneinbauten im Erdgeschoss, hofseitig Laubengang mit Fachwerkkonstruktion, hölzerne Brüstung, im Erdgeschoss Fenster hofseitig teilweise original. | 08973951 |
| Direkt Bild zu diesem Denkmal hochladen | Wohnhaus in geschlossener Bebauung | Altstädter Straße 7 (Karte)                       | 2. Hälfte 18. Jahrhundert | Lang gestreckter Putzbau mit Ladenzone und Toreinfahrt, baugeschichtlich und städtebaulich von Bedeutung. Zweigeschossig mit Satteldach, tief eingezogener Eingang mit Segmentbogenportal, Gliederung mit kräftigem, profiliertem Gurt-, Trauf- und Sohlbankgesims und flachem Traufband, originale Fenster und Edelputz (roter und blauer Edelputz), rote Wandfläche und blau kontrastierende Gliederungselemente (Gewände und Gesims), Ladeneinbauten neu, Sockel mit Keramikfliesen verkleidet. | 08973950 |
| Weitere Bilder                          | Bogenbrücke (Schafbrücke) | Am Lauch (Karte)                                  | 2. Hälfte 19. Jahrhundert | Von baugeschichtlicher Bedeutung und landschaftsprägender Lage. Brücke aus Bruchstein, Bogen und Wangen in Ziegeln gemauert, innere Bogenfläche, Fundamentverstärkung und Bachrinne neu in Beton, neues Holzgeländer. | 08974204 |
| Weitere Bilder                          | Wohnmühlengebäude mit Anbau, Wehranlage und Mühlentechnik (Amtsschneidemühle, Stadtmühle Bad Düben) | Am Lauch 1 (Karte)                                | Anfang 18. Jahrhundert (Getreidemühle); 1940 (Walzenstuhl); 1954 (Schälmaschine); bezeichnet mit 1965 (Ausmahlmaschine); 1989, Teile älter (Plansichter) | Einzige noch gewerblich betriebene Wassermühle des Ortes und der näheren Umgebung, bemerkenswert die vollständig erhaltene Technik, baugeschichtlich, ortsgeschichtlich und technikgeschichtlich von Bedeutung | 08973973 |
| Weitere Bilder                          | Empfangsgebäude mit Anbau und gleisseitigem Stellwerk, Güterschuppen mit Laderampe, umgebendes Straßenpflaster sowie Wasserturm des Bahnhofs Bad Düben an der Bahnstrecke Pretzsch–Eilenburg (Heidelandbahn, Streckennummer 6831) | Bahnhofstraße 3 (Karte)                           | 1895 (Empfangsgebäude und Wasserturm); um 1930 (Güterschuppen, Laderampe und Stellwerk)                                                                  | Empfangsgebäude und Wasserturm regionaltypisch in Klinkerbauweise, umgebendes originales Kopfsteinpflaster, ortsgeschichtlich, baugeschichtlich, eisenbahngeschichtlich und technikgeschichtlich von Bedeutung. | 08973892 |
| Direkt Bild zu diesem Denkmal hochladen | Wohnhaus in offener Bebauung | Bergstraße 9 (Karte)                              | Um 1910 | Ländliches Wohnhaus in weitestgehendem Originalzustand, baugeschichtlich von Bedeutung. Eingeschossiger roter Klinker-/Fachwerkbau, Satteldach im Schweizer Stil, verwinkelter Grundriss, im Giebel rundes Fenster zwischen Andreaskreuzen, originale Fenster mit Läden, vorderer Anbau später. | 08973983 |
| Direkt Bild zu diesem Denkmal hochladen | Wohnhaus in offener Bebauung | Bitterfelder Straße 5 (Karte)                     | Mitte 19. Jahrhundert | Putzbau mit Mansarddach, baugeschichtlich und straßenbildprägend von Bedeutung. Zweigeschossig, hohes schmales Mansarddach mit kleinen Gauben, mit Keramikfliesen verkleideter Sockel, Obergeschoss Fachwerk mit alten Fenstern (um 1915), Erdgeschoss verändert. | 08973903 |
| Direkt Bild zu diesem Denkmal hochladen | Wohnhaus in offener Bebauung | Bitterfelder Straße 25 (Karte)                    | Um 1900 | Eingeschossiger Putzbau mit flachem übergiebeltem Mittelrisalit mit Elementen des Schweizer Stils, von baugeschichtlicher Bedeutung. Mit Mansarddach und Gaube, Zwerchhaus mit Zierfries und Dach im Schweizer Stil, Giebelbekrönung, Fenster im Erdgeschoss original, Tür neu, Mittelrisalit mit bossierten Putzbändern und Schlussstein, originaler hölzerner profilierter Traufgesimskasten. | 08973965 |
| Direkt Bild zu diesem Denkmal hochladen | Villa | Bitterfelder Straße 28 (Karte)                    | Um 1910/1915 | Repräsentativer Putzbau mit aufwändiger Fenstergestaltung, baugeschichtlich und straßenbildprägend von Bedeutung. Eingeschossig mit Drempel, Krüppelwalmmansarddach mit Gauben (Biberschwanzdeckung), Klinker/Bruchsteinsockel, straßenseitig hohes Zwerchhaus, in der Mittelachse Runderker (Biberschwanzdeckung), Südost-Giebel mit Fachwerk, unterhalb der Fensterverdachungen Jugendstilköpfe, reiche Formsteindekorationen in den Brüstungsfeldern, Gewänden, Verdachungen und Konsolverdachungen im Runderker, Dach neu, Fenster neu, vorderseitiger Anbau neu. Ehemals falsch erfasst unter Bitterfelder Straße 29. | 08973962 |
| Direkt Bild zu diesem Denkmal hochladen | Wohnhaus in offener Bebauung und Einfriedung | Dommitzscher Straße 7 (Karte)                     | Ende 19. Jahrhundert | Regionaltypischer Klinkerbau mit Gliederungselementen, baugeschichtlich und straßenbildprägend von Bedeutung. - Eingeschossiges, gelbes Wohnhaus: mit Satteldach, Bruchsteinsockel, Gliederungselemente in hellbraunem Klinker, Sohlbankgesims, Diamantquaderschlusssteine, Gurtgesims, im Drempel Kassettenfries aus Formsteinen, in den Brüstungsfeldern Rücklagen, neue Fenster - Einfriedung: gelber Klinkerpfeiler, Tor erneuert | 08973925 |
| Direkt Bild zu diesem Denkmal hochladen | Wohnhaus in offener Bebauung | Durchwehnaer Straße 7 (Karte)                     | Ende 19. Jahrhundert | Zeittypischer und qualitätvoller Putzbau mit aufwändiger Gliederung, baugeschichtlich und straßenbildprägend von Bedeutung. Zweigeschossiger Ziegelbau, verputzt, mehrfach gebrochenes, einseitiges Walmdach (Biberschwanzdeckung) im Schweizer Stil mit Dachgauben, Seitenrisalit mit Zwerchhaus (Krüppelwalmdach) und hölzernem Schwebegiebel, Sockel gequadert, Gliederung durch Sohlbankgesims, reiche Gestaltung der Fenstergewände mit Vorhang- oder Kielbogen und gerader oder Segmentbogenverdachung in rotem Kunststein, im Erdgeschoss vereinzeltes großes Segmentbogenfenster, seitlich ehem. Wintergarten abgebrochen, originale Fenster. Innen: Ausstattung original, Treppengeländer, Fußbodenfliesen, Türen. | 08973927 |
| Direkt Bild zu diesem Denkmal hochladen | Ackerbürgerhaus in halboffener Bebauung, südliches Seitengebäude mit Oberlaube und Einfriedung | Friedensstraße 2 (Karte)                          | Um 1720 (Seitengebäude); Mitte 19. Jahrhundert, im Kern älter (Ackerbürgerhaus)                                                                          | Gutes Zeugnis eines Ackerbürgerhofes mit baugeschichtlicher und straßenbildprägender Bedeutung, Fachwerkseitengebäude mit besterhaltener Oberlaube des Ortes. - Wohnhaus: zweigeschossiger Putzbau, Satteldach (neu), horizontale Gliederung durch Sohlbankgesimse im Erd- und Obergeschoss, profiliertes Gurtgesims, Fachwerkgiebel mit alten Fenstern, rückseitig teilweise Fachwerk sichtbar, profilierte Holztraufe, originale Haustür mit Initialen im Oberlicht, schmuckvoll geschnittene und profilierte Kämpfer- und Abdeckleiste, schön geschnitzter stilisierter Blumendekor in den mittleren Kassettenfeldern, Beschläge neu - Einfriedung: verputzte Pfeiler mit Sandsteinabdeckung - Seitengebäude: zweigeschossig, Satteldach, Fachwerkgefache verputzt, Oberlaube (hofseitig) mit verbretterter Brüstung und originalen Holztüren | 08973940 |
| Direkt Bild zu diesem Denkmal hochladen | Gasthaus „Zum Kronprinzen“ in halboffener Bebauung | Friedensstraße 3 (Karte)                          | 1. Viertel 18. Jahrhundert | Putzbau mit Mansarddach, baugeschichtlich, ortsgeschichtlich und straßenbildprägend von Bedeutung. Zweigeschossig, Mansarddach mit Gauben (Mansardgeschoss Biberschwanzdeckung), Pilastergliederung, jeweils zwei Fenster mit Sohlbankgesims zusammengefasst, im Erdgeschoss seitlich zwei große Segmentbogenfenster, alte Haustür, Holztraufe, im Giebel Sohlbankgesims und Gurtgesims, rückseitig Fachwerk (Ziegelausfachung), Gauben später vergrößert. Saalanbau kein Denkmal. | 08973906 |
| Weitere Bilder                          | Ladenfront eines Wohnhauses | Friedensstraße 4 (Karte)                          | Bezeichnet mit 1859 | In anspruchsvoller, qualitätvoller Gestaltung und weitgehend original erhaltener Substanz, von singulärer und handwerksgeschichtlicher Bedeutung als einer der letzten erhaltenen seiner Art im Ort. Ladeneinbau in Holzkonstruktion mit Schaufenster und Tür und Supraporte (Firmenschild neu), qualitätvolle Gestaltung in geschnittener Holzarbeit, kannelierte Pilaster mit korinthischen Kapitellen, kräftig profilierte und verkröpfte, abschließende Gesimsleiste, Tür mit Kassettenfeldern im Fußteil, darin geschnittene Rosetten, originale Sprosseneinteilung und Beschlag mit Klinke. | 08973972 |
|                                         | Wohnhaus und nordöstliches Seitengebäude eines ehemaligen Stadtgutes | Friedensstraße 5 (Karte)                          | 1. Viertel 18. Jahrhundert | Zur älteren Stadtbebauung gehörendes Gebäude mit markanter Kubatur, typischer Fachwerkkonstruktion und künstlerisch anspruchsvollem Portal, baugeschichtlich und ortsgeschichtlich von Bedeutung. - Wohnhaus: zweigeschossiger Putzbau mit Mansarddach und Gauben, Erdgeschoss massiv (vermutlich Ziegel), Obergeschoss Fachwerk, originale profilierte Holztraufe, Fassade später baulich leicht verändert - Portal: zweiflügelige Holztür mit geschnitzten floralen Motiven, schmiedeeiserne florale Fenstergitter, geteiltes Oberlicht - Seitengebäude: eingeschossiger Fachwerkbau mit Mansarddach (Kronendeckung), Gefache mit Ziegel, verputzt, originale Traufe, Hof und Gebäude nicht einsehbar | 08973911 |
| Direkt Bild zu diesem Denkmal hochladen | Wohnhaus in halboffener Bebauung | Friedensstraße 12 (Karte)                         | Ende 19. Jahrhundert | Typischer und architektonisch anspruchsvoller Klinkerbau, baugeschichtlich und straßenbildprägend von Bedeutung. Zweigeschossiger gelber Bau mit Satteldach und zwei Kastengauben, im Erdgeschoss große Toreinfahrt mit originalen hölzernen Torflügeln, seitlich Portal ebenfalls mit originaler Tür, Fassadengliederung mit Segmentbogenfenster, kräftige Gurt-, Sohlbank- und Traufgesims sowie einzelne Schmuckelemente in braunen Klinkern abgesetzt, Akroterienbesatz in den Verdachungen, plastischer Schlussstein als Löwenkopf in Segmentbogentor (Holzfenster neu). | 08973918 |
| Direkt Bild zu diesem Denkmal hochladen | Wohnhaus in geschlossener Bebauung | Friedensstraße 24 (Karte)                         | 1. Hälfte 19. Jahrhundert und später | Putzbau mit mittigem Tor und Satteldach, baugeschichtlich und straßenbildprägend von Bedeutung. Zweigeschossig, großes breites Tor mit originalen Holzgewänden und Türflügeln, profilierte Holztraufe, Fenster im Obergeschoss auf gemeinsamem Sohlbankgesims, Fenster neu, im Inneren originale Holzbalken erhalten. | 08973919 |
|                                         | Wohnhaus in geschlossener Bebauung | Friedensstraße 35 (Karte)                         | Ende 19. Jahrhundert | Typischer und architektonisch anspruchsvoller Klinkerbau mit Toreinfahrt, baugeschichtlich und straßenbildprägend von Bedeutung. Zweigeschossiger gelber Bau, Satteldach (Biberschwanzdeckung), roter Klinkersockel, reiche Formsteinverwendung (Birnstabgewände, diamantierte Schlusssteine, Konsoltraufgesims), Segmentbogenfenster, Deutsches Band, Segmentbogentoreinfahrt mit altem Tor, Fenster neu. | 08973910 |
| Weitere Bilder                          | Stadtfriedhof Bad Düben (Sachgesamtheit) | Friedhofstraße (Karte)                            | 16.–19. Jahrhundert | Sachgesamtheit Stadtfriedhof Bad Düben mit folgenden Einzeldenkmalen: Friedhofskirche, Friedhofskapelle, zwei Glocken, sieben Grabmale, ein Gedenkstein (Hexenstein), Grufthaus und Einfriedung (siehe Einzeldenkmal 08973923, gleiche Anschrift), Friedhofstor, sogenanntes Pesttor (siehe Einzeldenkmal 08973898, gleiche Anschrift) sowie der Friedhof als Sachgesamtheitsteil; baugeschichtliche und ortshistorische Bedeutung, qualitätvolle Gestaltungsvielfalt historischer und künstlerisch wertvoller Grabmale | 09304758 |
| Weitere Bilder                          | Friedhofstor, sogenanntes Pesttor (Einzeldenkmal zu ID-Nr. 09304758) | Friedhofstraße (Karte)                            | Bezeichnet mit 1577 | Einzeldenkmal der Sachgesamtheit Stadtfriedhof Bad Düben; dreibogige Renaissancetoranlage, baugeschichtlich, künstlerisch und ortsgeschichtlich von Bedeutung. Hoher Torbogen in Form eines Triumphbogens in Sandstein, von zwei kleineren seitlichen Rundbogenöffnungen flankiert, große Archivolte mit kräftiger Profilierung, Eierstabfries und diamantiertem Schlussstein, kannelierte Pilaster auf Sockeln umrahmen den Bogen und tragen kräftigen, auskragenden Architrav mit langer Inschrift in Latein, Gittertor neu. | 08973898 |
| Weitere Bilder                          | Friedhofskirche, Leichenhalle, zwei Glocken, sieben Grabmale, ein Gedenkstein (Hexenstein) und ein Grufthaus sowie Einfriedung (Einzeldenkmale zu ID-Nr. 09304758)                                                                | Friedhofstraße (Karte)                            | 1846–1849 (Kirche); 19. Jahrhundert (Glocke); 18./19. Jahrhundert (Grabmale); um 1910 (Grufthaus); um 1930 (Leichenhalle)                                | Einzeldenkmale der Sachgesamtheit Stadtfriedhof Bad Düben; baugeschichtliche und ortshistorische Bedeutung, qualitätvolle Gestaltungsvielfalt historischer und künstlerisch wertvoller Grabmale. | 08973923 |
| Direkt Bild zu diesem Denkmal hochladen | Haustür | Gartenstraße 3 (Karte)                            | Um 1830 | In originaler und qualitätvoller Ausführung und Gestaltung als typisches Beispiel der Biedermeierzeit, handwerklich-künstlerisch von Bedeutung. Portal in Holz mit geteiltem Oberlicht, originales Holzgewände (leicht profiliert), kräftig profilierte Kämpferleiste, Kassettenfelder mit typischem Dreieckgiebelabschluss, geschnittenen Rosetten- und Blumenmotiven, mittig der Rosetten originale Handknaufe, Beschläge mit Klinke neu, Abdeckleiste schmuckvoll geschnitten. | 08973881 |
| Direkt Bild zu diesem Denkmal hochladen | Eiskeller | Gartenstraße 11 (Karte)                           | 1840 | Als einer der größten und original erhaltenen Kelleranlagen des Ortes von baugeschichtlicher und singulärer Bedeutung. Rotes Ziegelmauerwerk, Tonnengewölbe, im Grundriss langer Gang mit Seitenräumen, einer als großer hoher Raum mit mittig abgetrenntem Einzelraum, Luftschächte, Fundamente 1840, Wölbung 1874, Brunnen, ursprüngliche Brauerei im Wohngebäude, Keller als Bierlager verwendet. | 08973928 |
| Direkt Bild zu diesem Denkmal hochladen | Wohnhaus in halboffener Bebauung | Gartenstraße 12 (Karte)                           | Bezeichnet mit 1903 | Zeittypisches Gebäude mit Seitenrisalit und Zwerchhaus, baugeschichtlich und straßenbildprägend von Bedeutung. Eingeschossiger gelber Klinkerbau, Satteldach, Bruchsteinsockel, Gliederungselemente in braunem Klinker, Sohlbankgesims, Diamantquaderschlusssteine, Gurtgesims, Konsoltraufgesims, Segmentbogenfenster und Okular, Bekrönung, Fenster und Tür neu. Einfriedung: gelber Klinkerpfeiler, Tor neu. | 08973926 |
| Direkt Bild zu diesem Denkmal hochladen | Wohnhaus in offener Bebauung | Gartenstraße 20 (Karte)                           | 2. Hälfte 19. Jahrhundert | Eingeschossiger gelber Klinkerbau mit Satteldach, im Giebel Fachwerk mit Ziegelausfachung, authentische Erscheinung eines kleinstädtischen Wohnhauses, baugeschichtlich und sozialgeschichtlich von Bedeutung. Satteldach mit handgestrichenen Biberschwanzziegeln, Segmentbogen und Eckgestaltung in rotem Klinker, Fensterläden, profilierte, gedrechselte, originale Holzfenster, Tür erneuert. Rückseitiger Anbau kein Denkmal. | 08973929 |
| Weitere Bilder                          | Fabrikgebäude (ehemalige Gerberei und Lederfabrik Karl Otto) | Gerberstraße 1 (Karte)                            | 1902 | Letzter, größerer Industriekomplex von Bad Düben, architektonisch qualitätvolles Gebäude mit landschaftsbildprägendem Charakter. Dreigeschossiger gelber Klinkerbau mit vorgestelltem Turm (Abschluss vermutlich verändert), im Obergeschoss Rundbogendrillingsfenster, Lisenengliederung mit Putzdekoration, seitlich abgetreppte Attika mit Putzflächen, zwischen den Lisenen große Fensterfaschen, im Erdgeschoss originale Fenster, ansonsten allgemein neu. | 08973966 |
| Direkt Bild zu diesem Denkmal hochladen | Wohnhaus in offener Bebauung | Grünstraße 21 (Karte)                             | 2. Hälfte 19. Jahrhundert | Ohne Anbau, straßenbildprägender Putzbau mit Krüppelwalmdach und vielen originalen Details, baugeschichtlich von Bedeutung. Zweigeschossig, Krüppelwalmdach, Gurtgesims, Sohlbankgesims, originale Haustür und Fenster mit Läden, Tür in besonders qualitätvoller Gestaltung, abgetrepptes Traufgesims. Anbau kein Denkmal. | 08973909 |
| Weitere Bilder                          | Gustav-Adolf-Stein | Gustav-Adolf-Straße (Karte)                       | 1895 | Gedenkstein zur Erinnerung an die Begegnung der verbündeten protestantischen Fürsten des Gustav Adolf von Schweden und des Kurfürsten Johann Georg I. von Sachsen, ortsgeschichtlich von Bedeutung. Kleiner stehender monolithartiger Granitstein mit flach gearbeiteter Vorderfläche und Inschrift „An dieser Stelle fand am 15. Sept. 1631 die persönliche Begegnung der verbündeten protestantischen Fürsten des Gustav Adolf v. Schweden und des Kurfürsten Johann Georg v. Sachsen statt. Die verbündeten Armeen etwa 38000 Mann rückten von hier aus zu ihrem Siege bei Breitenfeld vor.“ Stein steht auf erhöhter Erdanlage von Steinen umgrenzt, seitlich in Mauerfläche eingelassen Wappensteine. | 08973897 |
| Weitere Bilder                          | Gedenkstein für Blücher | Gustav-Adolf-Straße (Karte)                       | 1941 | Ortsgeschichtlich von Bedeutung. Auf querrechteckigen Kunststeinsockel stehender großer, grob behauener, monolithartiger Granitstein mit Reliefmedaillon in Eisenguss mit Porträt von Blücher, darunter Inschrifttafel „Hauptquartier der Schlesischen Armee v. d. Völkerschlacht bei Leipzig, Düben, 6. – 9. Oktober 1813“, in Parkanlage auf Erdhügel stehend, mit Bepflanzung umgeben. | 08973890 |
| Direkt Bild zu diesem Denkmal hochladen | Wohnhaus in halboffener Bebauung | Gustav-Adolf-Straße 6 (Karte)                     | Um 1925 | Authentisches Beispiel einstiger kleinstädtischer Bau- und Lebensweise, baugeschichtlich und sozialgeschichtlich von Bedeutung. Eingeschossiger Putzbau (vermutlich massiv Lehm) mit Satteldach und zwei Dreiecksgauben, Quadratfenster und Türportal original, seitlich Fachwerkgiebel mit Ziegelausfachung. | 08973974 |
| Weitere Bilder                          | Wohnhaus in halboffener Bebauung | Gustav-Adolf-Straße 22 (Karte)                    | Um 1905 | Qualitätvoller roter Klinkerbau mit reicher Betonsteingliederung, straßenbildprägend von Bedeutung. Zweigeschossig, Satteldach (Biberschwanzdeckung), Bruchstein-/Klinkersockel, im Erdgeschoss Segmentbogenfenster, originale Haustür, darüber reiche Betonsteinornamentik, Gliederungselemente in Betonstein, Betonsteinspiegel unterhalb der Fenster, genutete Verdachungen, Gurtgesims, Obergeschoss mit geraden Verdachungen, Konsoltraufgesims. | 08973917 |
| Weitere Bilder                          | Wohnhaus in offener Bebauung und Nebengebäude (Haus Hubertus) | Gustav-Adolf-Straße 37 (Karte)                    | Um 1910 | Anspruchsvolle Architektur von baugeschichtlicher und städtebaulicher Bedeutung. - Wohnhaus: zweigeschossiger Bau mit Krüppelwalmdach auf verwinkeltem Grundriss, Erdgeschoss massiv, roter Klinker, Obergeschoss verbrettert, im Erdgeschoss Segmentbogenfenster und zwei große Rundbogenfenster über Eck, Eingang mit Holzkonstruktion und großen Segmentbogenfenstern mit originaler Sprossung - Nebengebäude: in Fachwerkkonstruktion mit Klinkerausfachung, Flachdach, großes Garagentor und mehrere kleine Lukentüren, originale Fenster | 08973888 |
| Weitere Bilder                          | Halde Rotes Ufer | Hüttenhof (Karte)                                 | Ab 1501 | Resultat eines ehemaligen, Jahrhunderte währenden Alaunabbaus, in seiner Gesamtheit erhalten und heute von landschaftsbildprägender, ortsgeschichtlicher und singulärer Bedeutung für die Region. Das Gebiet hat eine Aufschüttungshöhe von ca. 20 Metern. Über Jahrhunderte wurden die ausgewaschenen Reste der Alaungewinnung aufgeschüttet. Die Halde ist heute bewachsen, zeigt noch die tiefen Krater und bricht zur Mulde hin abrupt ab, wo die rote Farbe der Reststoffe zu sehen ist. Diese Farbe gab dem Ufer seinen Namen. | 08974205 |
| Direkt Bild zu diesem Denkmal hochladen | Wohnhaus in offener Bebauung | Hüttenhof 1 (Karte)                               | 1827–1829 | Zum Gesamtkomplex Hüttenhof des Alaunwerks gehöriges Wohnhaus, baugeschichtlich und ortsgeschichtlich von Bedeutung. Eingeschossiger Putzbau, Krüppelwalmdach (Biberschwanzdeckung), Schleppgaube, nach originalem Vorbild, Schlagläden im Erdgeschoss, vermutlich Fachwerkgiebel, denkmalgerechte Sanierung, Gebäude auch ehemals als Steigerhaus genutzt. | 08973977 |
|                                         | Pfarrhaus und Pfarrgarten | Kirchplatz 1 (Karte)                              | 1710 | Stattlicher Barockbau mit Fachwerkobergeschoss, baugeschichtlich und ortsgeschichtlich von Bedeutung. - Pfarrhaus: zweigeschossig, Erdgeschoss massiv (Ziegel), verputzt, Walmdach, im Erdgeschoss gemalte Fensterfaschen, Obergeschoss Fachwerk, verputzte Gefache, Holztraufe, Haustür später (Gewände original), alte Fenster, saniert - Pfarrgarten: im Norden durch Ziegelmauer, an allen anderen Grundstücksgrenzen durch Holzlattenzaun eingefriedet, große Obstwiese | 08973908 |
| Weitere Bilder                          | Nikolaikirche mit Ausstattung | Kirchplatz 3 (Karte)                              | 1816–1817, im Kern romanisch | Verputzter Feld- und Backsteinbau mit Rundbogenfenstern und geradem Ostschluss, hoher, das Ortsbild prägender Westturm, baugeschichtlich und ortsgeschichtlich von Bedeutung. Große quergerichtete Saalkirche mit romanischem Kern, verputzter Feld- und Backsteinbau mit geradem Ostschluss, große Rundbogenfenster, südlich klassizistischer Anbau, nördlich Sakristei, Westturm mit oktogonalem Obergeschoss (1887) und Zeltdach. | 08973945 |
| Direkt Bild zu diesem Denkmal hochladen | Wohnhaus in geschlossener Bebauung und Ecklage | Kirchstraße 1 (Karte)                             | 1. Hälfte 19. Jahrhundert | Obergeschoss Fachwerk, baugeschichtlich und in Ecklage zum Markt ortsbildprägend von Bedeutung. Zweigeschossig, Satteldach mit Schleppgaube, Erdgeschoss massiv, verputzt, Obergeschoss in Fachwerk mit verputzten Gefachen, kräftige Holztraufe mit Giebelschultern, Ecke im Erdgeschoss abgefast und mit Eingang, im Giebel großes Fenster (sanierter Zustand, Fenster, Tür und Putz neu). | 08973883 |
| Direkt Bild zu diesem Denkmal hochladen | Feuerwehrgebäude mit Schlauchturm | Kirchstraße 12 (Karte)                            | Um 1930 | Von besonderer baugeschichtlichen Bedeutung und singulärer Stellung im Ortsbild, stadtbildprägend. Viergeschossiger roter Klinkerbau auf quadratischem Grundriss mit Flachdach, Klinker im Kreuzverband angeordnet, Rundbogenportal original, in Holz eingeschnittener Feuerwehrhelm, abgestuftes Gewände in dunkelrotem Klinker, Fenster des Obergeschosses mit originalen Holzläden, an den Ecken jeweils abgesetzte Verstärkungen in dunkelroten Klinkern, flaches Feuerwehrgebäude mit runden Fenstern und Klinkergliederung. | 08973882 |
| Weitere Bilder                          | Pegelhaus | Leipziger Straße 1 (neben) (Karte)                | 1893 | Kleiner oktogonaler Klinkerbau mit gedrücktem Zeltdach, baugeschichtlich und technikgeschichtlich von Bedeutung. Segmentbogenfenster und -tür, originale Fenster, im Inneren hydrologische Technik. 1910 Erneuerung, originale Wetterfahne bezeichnet mit 1910. Diente 1893 bis 1995 der Messung des Wasserpegels der Mulde. | 08973886 |
| Direkt Bild zu diesem Denkmal hochladen | Wohnhaus, westliche Garage und Einfriedung | Leipziger Straße 4 (Karte)                        | Um 1930 | Zeittypischer Putzbau im traditionalistischen Stil, baugeschichtlich und straßenbildprägend von Bedeutung. - Wohnhaus: zweigeschossiger Putzbau, Walmdach (Dachgauben), Klinkersockel, originale Fenster, Haustür original (Rautenmotiv) mit Segmentbogen und Schlussstein, im Erdgeschoss Rollladen, Obergeschoss mit Fensterläden, Erker mit Balkon, rückseitig Wintergarten - Einfriedung: roter Klinker mit schmiedeeisernen Gittern - Remise: verputzt, Pyramidendach, originales Holztor | 08973900 |
| Weitere Bilder                          | Gasthof „Goldener Löwe“ und Scheune | Leipziger Straße 5 (Karte)                        | 1647, im Kern älter | Gasthof als eines der ältesten Gebäude von besonderer baugeschichtlicher, hausgeschichtlicher, städtebaulicher und geschichtlicher Bedeutung, stadtbildprägend; wird heute unter dem Namen „Burgschänke Goldener Löwe“ als Gaststätte und Beherbergungsbetrieb genutzt. - Gasthof: zweigeschossig, hohes Walmdach mit Schleppgauben, Erdgeschoss massiv, verputzt, Fundamente wohl noch romanisch (vermutlich im zeitigen 11. Jahrhundert auf einen Kirchenbau zurückgehend, der dem Hl. Wenzeslaus geweiht war), Obergeschoss Fachwerk, Gefache verputzt, Giebel in Ziegel, verputzt, in Fassade mittig hohes Korbbogenportal mit originaler Tür und Löwenplastik in Supraporte - Scheune: eine der ältesten Fachwerkbauten der Stadt, auf winkelförmigem Grundriss, Fachwerk- mit Lehmziegelausfachung, verputzt, Satteldach, teilweise noch mit älteren Dachstuhl, großes Portal mit hölzernem Balkensturz und mit einem Holztor (Zustand neu saniert) | 08973943 |
|                                         | Wohnhaus in geschlossener Bebauung und östlich angebautes Seitengebäude | Lutherstraße 19 (Karte)                           | 1. Hälfte 19. Jahrhundert | Wohnhaus Putzbau mit einfacher Gliederung und hohem Satteldach, eingeschossiges Seitengebäude mit großer Toreinfahrt, baugeschichtlich und straßenbildprägend von Bedeutung. - Wohnhaus: zweigeschossig, steiles Satteldach (Biberschwanzdeckung neu), Putzfaschen, Gurt- und Giebelgesims, abgetrepptes Traufgesims, saniert, neue Fenster - Seitengebäude: eingeschossiger Putzbau, Satteldach mit Dachgaube, große Toreinfahrt (Tor original), saniert | 08973914 |
| Weitere Bilder                          | Marktbrunnen | Markt (Karte)                                     | 16. Jahrhundert | Brunnenstock aus dem 16. Jahrhundert, 1956 restauriert, künstlerisch und ortsgeschichtlich von Bedeutung, in der Mitte des Marktplatzes ortsbildprägend. Brunnenpfeiler mit mittiger Wasserschale und wasserspeienden Löwenköpfen, von Renaissance-Säulensockel mit Beschlagwerkornamenten bekrönt, Wasserbecken auf oktogonalem Grundriss mit ca. einen Meter hoher Umfassungsmauer mit Kehlung und Wappenkartusche. | 08974329 |
| Direkt Bild zu diesem Denkmal hochladen | Wohnhaus in geschlossener Bebauung und Ecklage | Markt 1 (Karte)                                   | 1. Viertel 18. Jahrhundert | Markantes Gebäude mit verputztem Fachwerkobergeschoss, baugeschichtlich von Bedeutung und durch seine Zugehörigkeit zur geschlossenen Marktbebauung städtebaulich und ortsbildprägend von Relevanz. Zweigeschossiger Putzbau, hohes Satteldach einseitig mit Schopf (Biberschwanzdeckung), Erdgeschoss mit neuem Ladeneinbau, Obergeschoss Fachwerk und Fachwerkgiebel, Fenster mit Holzgewänden (neu), Holztraufe. | 08973939 |
|                                         | Ackerbürgerhaus in geschlossener Bebauung | Markt 2 (Karte)                                   | Um 1720 | Stattlicher Putzbau mit mittiger großer Toreinfahrt, baugeschichtlich von Bedeutung und durch seine Zugehörigkeit zur geschlossenen Marktbebauung städtebaulich und ortsbildprägend von Relevanz. Zweigeschossig mit hohem Mansarddach und zweigeschossig angeordneten Gauben, Gliederung mit Rechteckfenstern mit abgesetzten geraden Putzgewände, leicht profiliertes Gurtgesims, stark profilierte Holztraufe und durchgezogene gemeinsame Sohlbank der Fenster im Obergeschoss, Erdgeschoss mit Ladeneinbau (neu), mittig Durchfahrt mit Korbbogen und genuteten Gewänden (ohne Hoftor), Granitsohlbänke neu, Zustand saniert (Dach, Putz und Fenster neu). | 08973946 |
|                                         | Ackerbürgerhaus in geschlossener Bebauung | Markt 3 (Karte)                                   | 1. Viertel 18. Jahrhundert und später | Barocker Wohnbau mit steilem Satteldach, baugeschichtlich von Bedeutung und durch seine Zugehörigkeit zur geschlossenen Marktbebauung städtebaulich und ortsbildprägend von Relevanz. Zweigeschossiger Putzbau, hohes Satteldach (Biberschwanzdeckung), Erdgeschoss mit neueren Ladeneinbauten und Portal, Fenster im Obergeschoss auf gemeinsamer Sohlbank, geputzte schmale Fensterfaschen, alte Fenster erhalten, auskragende profilierte Traufe aus Holz. | 08973938 |
| Weitere Bilder                          | Ackerbürgerhaus in geschlossener Bebauung | Markt 6 (Karte)                                   | 1. Viertel 18. Jahrhundert und später | Stattlicher Putzbau mit neubarocker Fassade, mittiger großer Toreinfahrt und markantem Mansarddach, baugeschichtlich von Bedeutung und durch seine Zugehörigkeit zur geschlossenen Marktbebauung städtebaulich und ortsbildprägend von Relevanz. Zweigeschossig mit hohem Mansarddach und Fledermausgauben, Erdgeschoss in Glattputz mit Ladeneinbauten (später), mittig Korbbogenportal mit originalen Radabbeißern und Gewändequaderung, Türflügel neu, kräftiges, profiliertes und auskragendes Gurtgesims, Obergeschoss mit enger Putznutung, Eckquaderung und ornamentaler, schmuckreicher, teils plastischer Fensterrahmung in neobarocken Formen, sanierter Zustand (Fenster und Laden neu). | 08973949 |
|                                         | Wohnhaus in geschlossener Bebauung | Markt 7 (Karte)                                   | 1. Viertel 18. Jahrhundert | Barocker Wohnbau mit steilem Satteldach, baugeschichtlich von Bedeutung und durch seine Zugehörigkeit zur geschlossenen Marktbebauung städtebaulich und ortsbildprägend von Relevanz. Zweigeschossiger Putzbau, Satteldach (Biberschwanzdeckung), Gurtgesims, Erdgeschoss mit Putznutung, geputzte Faschen, abgetreppte Traufe mit Konsolgesims, Ladeneinbau später, saniert, Portal original. | 08973935 |
| Weitere Bilder                          | Wohnhaus in geschlossener Bebauung | Markt 9 (Karte)                                   | Mitte 18. Jahrhundert und später | Putzbau mit mittiger großer Toreinfahrt und Satteldach, baugeschichtlich von Bedeutung und durch seine Zugehörigkeit zur geschlossenen Marktbebauung städtebaulich und ortsbildprägend von Relevanz. Zweigeschossig, Erdgeschoss mit Putznutung, mittig Durchfahrt mit originalen großen zweiflügeligen Portalen mit Segmentbogenabschluss, Viertelstabgewände und Radabbeißern, Türflügel original mit Kassettenfeldern, profilierter, verkröpfter Kämpferleiste und Oberlicht, Ladeneinbau später, Fensterläden original, kräftiges profiliertes Stockwerks- und Traufgesims, Rechteckfenster, im Obergeschoss mit schmalen Faschen, die Äußeren von gleichmäßiger Achsenabfolge abweichend nach außen gestellt, originaler Edelputz von Anfang des 20. Jahrhunderts erhalten (Fenster neu, unsanierter Zustand). | 08973948 |
| Weitere Bilder                          | Rathaus | Markt 11 (Karte)                                  | 1723 | Repräsentatives Gebäude in zentraler Marktlage mit übergiebeltem Mittelrisalit, vorgelagerter Freitreppe sowie Mansarddach mit Schopf und Dachreiter, als Mittelpunkt des Marktplatzes von baugeschichtlicher, ortsgeschichtlicher und ortsbildprägender Bedeutung. - Rathaus: zweigeschossiger Putzbau mit Mansardwalmdach (Biberschwanzkronendeckung) und mittigem oktogonalem Dachreiter (Uhrturm), Obergeschoss rückseitig in Fachwerk, dreiachsiger Mittelrisalit mit Dreiecksgiebel, profiliertes Gurt-, Sohlbank- und Traufgesims gliedert das Gebäude, schmale Faschen, Schriftzug in Putz über dem Portal „Rat der Stadt Bad Düben“, Portal und zweiläufige Freitreppe mit Eisengeländer aus den 1950er Jahren (Umbau), Fenster neu - Alte Wache: niedriger eingeschossiger Bau, verputzt, mit Satteldach und profiliertem Dreiecksgiebel, Fassade verändert (alte Öffnung zugesetzt, Fenster neu) | 08973952 |
| Weitere Bilder                          | Ehemaliges Postgebäude | Markt 12 (Karte)                                  | Um 1720 | Heute Wohn- und Verwaltungsgebäude, in halboffener Quartierbebauung zusammen mit dem Rathaus in exponierter städtebaulicher Ecklage mit selten weitflächigem Sichtfachwerk, von baugeschichtlicher singulärer Bedeutung als einzige vorkragende Stockwerksfassade in der Region auf winkelförmigem Grundriss. Zweigeschossig, Satteldach (Biberschwanzdeckung), Erdgeschoss massiv, verputzt, Obergeschoss in Fachwerk, Gefache verputzt, straßenseitig weit auskragend, giebelseitig und anschließender Gebäudetrakt (ehem. Wohnhaus) weitflächig durchgehendes Fachwerkobergeschoss, sanierter Zustand (vollkommen erneuert). | 08973947 |
|                                         | Wohnhaus in geschlossener Bebauung | Markt 13 (Karte)                                  | Mitte 19. Jahrhundert | Zeittypischer Putzbau mit Satteldach, zur Marktrandbebauung gehörend, baugeschichtlich und städtebaulich von Bedeutung. Zweigeschossig, drei einachsige Risalite in Putzquaderung, in mittigen Risalit Portal, stark profiliertes und verkröpftes Traufband und -gesims mit einseitiger Giebelschulter, Rechteckfenster mit einfacher Sohlbank, sanierter Zustand (Fenster und Putz neu). | 08973953 |
| Weitere Bilder                          | Wohnhaus in geschlossener Bebauung | Markt 14 (Karte)                                  | Mitte 19. Jahrhundert | Zeittypischer Putzbau, zur Marktrandbebauung gehörend, baugeschichtlich und städtebaulich von Bedeutung. Zweigeschossig, Satteldach (Biberschwanzdeckung) mit drei Dachgauben, Gurtgesims, im Erdgeschoss, Haustür nach historischem Vorbild, Fensterläden, Fensterfaschen geputzt, gemeinsame Sohlbank der Fenster im Obergeschoss, auskragende Traufe, denkmalgerechte Sanierung. | 08973936 |
| Weitere Bilder                          | Wohnhaus in geschlossener Bebauung (Apotheke) | Markt 15 (Karte)                                  | Um 1879 | Putzbau in qualitätvoller typischer Historismusarchitektur, baugeschichtlich, städtebaulich und ortsbildprägend von Bedeutung. Zweigeschossig, Satteldach mit Kastengauben (neu), symmetrische Fassadengestaltung mit zurückgesetzten Seitenachsen, darin breite Fenstergruppen über hohen schmalen Portalen mit Freitreppe (rechts), Gliederung mit Putznutung und kräftigem Konsoltraufgesims, Fenster (neu) mit geraden, profilierten Verdachungen, Fenster des ersten Obergeschossen im Mittelteil auf gemeinsamer Sohlbank, sanierter Zustand (Eingänge neu gestaltet). | 08973954 |
| Weitere Bilder                          | Wohnhaus in halboffener Bebauung | Markt 16 (Karte)                                  | Mitte 19. Jahrhundert und später | Putzbau in städtebaulich exponierte Lage am Markt, einziges Haus mit Erker, baugeschichtlich von Bedeutung. Zweigeschossig, Satteldach mit Kastengauben, Erdgeschoss mit eingezogener Vorhalle als Eingangsbereich (Rundbogen), geputzte Fensterfaschen, Obergeschoss mit Kastenerker auf kräftigen Konsolen und flachem Walmdach, Gurtgesims, leichte Seitenrisalite, neue Holzfenster, unsaniert. | 08973937 |
| Weitere Bilder                          | Keller und Haustür eines Wohnhauses | Markt 17 (Karte)                                  | 2. Hälfte 18. Jahrhundert | Original erhaltene Kelleranlage mit Ziegelgewölbe, sehr aufwändig gearbeitetes Türportal, baugeschichtlich und hausgeschichtlich von Bedeutung. Portal original, (versetzt, blind) mit Holzgewänden, Türflügel mit Kassettenfeldern, profilierten Türkämpfern, geteiltes Oberlicht mit längs gerichteten überkreuzten Gitterstäben, originale Türbeschläge und Knäufe. | 08973955 |
| Weitere Bilder                          | Wohnhaus in geschlossener Bebauung und Ecklage | Mühlstraße 1 (Karte)                              | 2. Hälfte 19. Jahrhundert | Putzbau in straßenbildprägender Ecklage, baugeschichtlich von Bedeutung. Zweigeschossig mit Satteldach (Ecksituation mit Walmdach), Bruchsteinsockel verputzt, Erdgeschoss mit großer Toreinfahrt (Korbbogen) und originalem Tor (geteiltes Oberlicht), Fensterläden, im Obergeschoss geputzte Faschen und gerade Verdachungen, Drempel mit kleinen Lüftungsöffnungen, Sohlbänke im Erdgeschoss erneuert. | 08973885 |
| Direkt Bild zu diesem Denkmal hochladen | Wohnhaus in geschlossener Bebauung | Mühlstraße 2 (Karte)                              | Ende 19. Jahrhundert | Zeittypischer und qualitätvoller Klinkerbau mit aufwändiger Gliederung, baugeschichtlich und straßenbildprägend von Bedeutung. Zweigeschossiger gelber Bau mit Satteldach, auf Granitsockel. Gliederung: profilierte und dekorative Sohl-, Gurt- und Traufgesimse sowie Verdachungen mit Akroterienbesatz der Segmentbogenfenster in hellbraunen Klinkern. Sanierter Zustand (Fenster, Tür und Stufen neu). | 08973895 |
| Direkt Bild zu diesem Denkmal hochladen | Tor und Aushängeschild | Mühlstraße 3 (Karte)                              | Um 1920 (Tor); 1. Hälfte 20. Jahrhundert (Aushängeschild)                                                                                                | Besonders künstlerisch und handwerklich aufwändig und qualitätvoll gestaltetes Portal und Reklameschild einer ehemaligen Werkstatt, von baugeschichtlicher und handwerksgeschichtlicher Bedeutung. - Tor: großes Holztor mit mittiger zweiflügliger Eingangstür, äußere Flügel kassettenförmig mit kleinem Rautenmotiv, Türflügel mit kannelierten Säulen (geschnitzt), geteilte Oberlichter, über Türsturz originale Geschäftsinschrift „Reparaturwerkstatt“ in einzelnen Buchstaben auf Wandputz angebracht - Reklameaushängeschild: in Eisen filigran geschmiedetes Schild, verschiedene Werkzeuge darstellend, schwarz angestrichen | 08973915 |
| Direkt Bild zu diesem Denkmal hochladen | Seitengebäude mit Oberlaube | Mühlstraße 7 (Karte)                              | Ende 18. Jahrhundert | Von besonderer baugeschichtlicher Bedeutung aufgrund der Beispielhaftigkeit als eine der wenigen erhaltenen Oberlauben. Zweigeschossig, Erdgeschoss massiv mit mehreren Garageneinfahrten, Obergeschoss Fachwerk mit verputzten Gefachen, Satteldach, kräftige Holzkonstruktion im Traufbereich, Verbretterung der Brüstung mit Lukentür, ein originales Fenster erhalten. | 08973894 |
| Weitere Bilder                          | Burg und Burgberg Düben (Sachgesamtheit) | Neuhofstraße 3 (Karte)                            | 15. Jahrhundert und älter | Sachgesamtheit Burg und Burgberg Düben, mit folgenden Einzeldenkmalen: südlicher Torturm, östliches Amtshaus, nördliches Wächterhaus, Burgmauer, zwei Torpfeiler, Brücke, Handschwengelpumpe im Burghof, Burgberg mit Burggarten und Gartenvase im Burggarten sowie vier Grenzsteine (siehe auch Einzeldenkmale 08973976) und folgendem Sachgesamtheitsteil: Wirtschaftshof; Burganlage als wichtiges Zeugnis regionalpolitischer Entwicklung mit baugeschichtlicher, ortsgeschichtlicher, landschaftsgestaltender und ortsbildprägender Bedeutung. Die topographischen Gegebenheiten des Burgbergs und des ehemaligen Wallgrabens sind noch ablesbar. Heute ist der Bereich als kleine Parkanlage mit wertvollem Altgehölzbestand und landschaftlich geschwungenen Wegesystem gestaltet, außerdem mit einer Gartenvase aus Sandstein ausgestattet. | 09304754 |
| Weitere Bilder                          | Südlicher Torturm, östliches Amtshaus, nördliches Wächterhaus, Burgmauer, zwei Torpfeiler, Brücke, Handschwengelpumpe im Burghof und Gartenvase im Burggarten sowie vier Grenzsteine (Einzeldenkmale zu ID-Nr. 09304754)          | Neuhofstraße 3 (Karte)                            | Nach 1450, Kern älter (Torturm); 1665 (Amtshaus); Anfang 18. Jahrhundert, Kern älter (Wachhaus)                                                          | Einzeldenkmale der Sachgesamtheit Burg und Burgberg Düben; Burganlage als wichtiges Zeugnis regionalpolitischer Entwicklung mit baugeschichtlicher, ortsgeschichtlicher und ortsbildprägender Bedeutung | 08973976 |
| Weitere Bilder                          | Bergschiffmühle | Neuhofstraße 3 (bei) (Karte)                      | 1748 | Einzig erhaltene Schiffmühle der Region, baugeschichtlich und technikgeschichtlich von Bedeutung, dreiteilige Mühle. Hausboot mit Ausstattung (Räderwerk), Walmdach (Holzschindeldeckung), Schaufelrad, Ponton mit Kasten für Wellenlager. 1690 urkundlich erwähnt, 1748–1954 in Betrieb am ehemaligen Hauswerk, 1960–1967 umfangreiche Bergung und Wiederaufbau der Schiffmühle im Burggarten der Burg Düben. Beschädigte Teile ersetzt: Bausubstanz um 1960 mit einigen Originalteilen von 1905, nach grundhafter Restaurierung wurde die Bergschiffsmühle auf die ursprüngliche Form mit Pultdach zurückgeführt (zwischen 2000 und 2003). | 08973901 |
| Direkt Bild zu diesem Denkmal hochladen | Haustür | Neuhofstraße 13 (Karte)                           | Um 1885 | Von baugeschichtlich und kunsthistorischer Bedeutung. Originales zweiflügelige Tür mit hohem geteiltem Oberlicht, kräftig profilierter Kämpferleister, ornamentalem Kapitell in der Abdeckleiste, mit originalen Beschlägen und Kassettenfeldergestaltung, Glasscheiben neu (vermutlich ursprünglich andere Gestaltung mit Gittern). | 08973971 |
| Direkt Bild zu diesem Denkmal hochladen | Herrenhaus des ehemaligen Freigutes Neuhof | Neuhofstraße 14 (Karte)                           | Um 1800 | Stattlicher Putzbau mit Krüppelwalmdach (Biberschwanzdeckung), baugeschichtlich und ortsgeschichtlich von Bedeutung. Zweigeschossig, Sockel verkleidet, Obergeschoss Fachwerk, Edelspritzputz der 1920er Jahre, über dem Eingangsbereich Kartusche und Dreieckverdachung, scharrierte Türgewände in Kunststein der 1950er Jahre, alte Fenster, Weinberankung. | 08973905 |
| Weitere Bilder                          | Wohnhaus in halboffener Bebauung mit Schmiede | Neuhofstraße 19 (Karte)                           | 1906 | Wohnhaus regionaltypischer Klinkerbau, aufgrund der komplett erhaltenen Schmiedeausstattung von besonderer baugeschichtlicher und handwerksgeschichtlicher Bedeutung. Zweigeschossig mit Satteldach, seitlich Rundbogentor, Portal später, Segmentbogenfenster, Gliederung durch Gesimse, Bänder und geometrische Schmuckelemente sowie diamantierten Schlussstein im Erdgeschoss und Akroterienbesatz der Verdachungen im Obergeschoss in dunkelroten Klinkern, Rückseite verputzt und mit großen Fenstern baulich verändert. Innen: original technische Ausstattung mit Werkzeugen, Blasebalg und Arbeitsgeräten, preußische Kappengewölbe, Treppenaufgang original und Holzgeländer und -aufgang sowie Fußbodenfliesen. | 08973969 |
| Weitere Bilder                          | Auszugshaus eines Dreiseithofes | Neumärker Straße 7 (Karte)                        | 1. Hälfte 19. Jahrhundert | Putzbau mit Mansardwalmdach und Dachgaube (Biberschwanzkronendeckung), Bestandteil einer alten städtischen Hofanlage in originaler Erscheinung, baugeschichtlich und sozialgeschichtlich von Bedeutung. Eingeschossig, originales Portal (Ende 19. Jahrhundert) und hölzernes Traufgesims, Fenster teilweise neu (in Giebel und Gaube). | 08973968 |
| Direkt Bild zu diesem Denkmal hochladen | Villa und Einfriedung | Niedermühle 2 (Karte)                             | Ende 19. Jahrhundert | Klinkerbau mit historisierenden Elementen und Freigespärre im Giebel, baugeschichtlich von Bedeutung. Eingeschossiger gelber Klinkerbau mit Krüppelwalmdach und Zwerchhäusern, seitlich Schwebegiebel, Fenstergewände original in Betongussstein mit Kielbogen und Dreieckverdachung, Fenster neu, westlich Anbau später. Einfriedung: gelber Klinkerpfeiler mit rotem Klinkersockel, dazwischen Eisenstabzaun mit mittigen floralen Dekor. | 08973964 |
| Weitere Bilder                          | Obermühle: Mühlengebäude mit Technik (Nr. 1), Müllerwohnhaus (Nr. 2), rekonstruiertes Wasserrad und Mühlgraben eines Mühlenanwesens                                                                                               | Obermühle 1, 2 (Karte)                            | Um 1800 | Einer der ältesten Mühlenstandorte Bad Dübens sowie eine der ältesten Wassermühlen der Region, baugeschichtlich, ortsgeschichtlich und technikgeschichtlich von Bedeutung. Die Getreidemühle hat sich noch mit beträchtlichen Teilen der Mühlentechnik erhalten. Im Erdgeschoss finden sich eine Wasserradwelle, Stehendes Zeug bzw. Königswelle und Antrieb (mit Kammrad, Kegelrad usw.) sowie ein Walzenstuhl. Auf dem darüber liegenden Mahlboden haben sich ein Mahlgang mit Rüttelschuh, ein Steinkran, eine Quetsche, ein Sechskantsichter, ein Zyklon (Staubabscheider), eine Verteilerschnecke, ein Filterschrank mit Saugschlauchfilter der Firma Amme, Giesecke und Konegen Aktiengesellschaft Braunschweig erhalten. Auf dem nachfolgenden Sichterboden stehen ein Plansichter von Amme, Giesecke und Konegen sowie eine Schälmaschine. Über alle Etagen verlaufen der Bremsfahrstuhl und die zum Teil noch erhaltenen Elevatoren (Becherwerke). | 08973967 |
| Weitere Bilder                          | Wohnhaus in halboffener Bebauung und Ecklage | Paradeplatz 1 (Karte)                             | 18. Jahrhundert und später | Putzbau mit Krüppelwalmdach (Biberschwanzdeckung), baugeschichtlich und städtebaulich von Bedeutung. Zweigeschossig, kräftiges umlaufendes Sohlbankgesims, profiliertes Traufgesims mit Giebelschulter, verbrochene, abgeschrägte Ecke mit Ladeneingang, im Obergeschoss originale Fenster, sanierter Zustand (Fenster von Erdgeschoss und Tür neu). | 08973958 |
| Weitere Bilder                          | Wohnhaus in halboffener Bebauung | Paradeplatz 4 (Karte)                             | 18. Jahrhundert | Putzbau mit steilem Satteldach, Giebelseite Fachwerk, den Paradeplatz prägendes Gebäude, baugeschichtlich und städtebaulich von Bedeutung. Zweigeschossig, steiles Satteldach (Biberschwanzdeckung), lang gestreckter Dachhecht, geputzte Fensterfaschen, originale Haustür (2. Hälfte 19. Jahrhundert), innen noch originale Segmentbogenlaibung, vorkragende Traufe. | 08973934 |
| Weitere Bilder                          | Ackerbürgerhaus, Scheune und Seitengebäude | Paradeplatz 15 (Karte)                            | Ende 18. Jahrhundert (Ackerbürgerhaus und Oberlaube); um 1820 (Scheune); um 1890 (Seitengebäude)                                                         | Wohnhaus Putzbau, im Obergeschoss teilweise Fachwerk, rückwärtig Oberlaube, Scheune Lehmwellerbau, Seitengebäude in Klinkermauerwerk, gutes Zeugnis eines Ackerbürgerhofes, ortsgeschichtliche und baugeschichtliche Bedeutung. Zweigeschossig, steiles Satteldach (Biberschwanzdeckung), langgestreckter Dachhecht, geputzte Fensterfaschen, originale Haustür (2. Hälfte 19. Jahrhundert), innen noch originale Segmentbogenlaibung, vorkragende Traufe. | 09304295 |
| Weitere Bilder                          | Kurpark mit Denkmal für die Gefallenen des Ersten Weltkrieges, Gedenkstein und zwei Denkmalen | Parkstraße (Karte)                                | 1846–1848 (Kurpark); bezeichnet mit 1887 (Obelisk); bezeichnet mit 1896 (Germania); bezeichnet mit 1897 (Bismarckdenkmal); nach 1918 (Kriegerdenkmal)    | Landschaftspark aus der Mitte des 19. Jahrhunderts mit Wegesystem, strukturbildender Bepflanzung und Ausstattung, landschaftsgestaltend, städtebaulich und ortsgeschichtlich von Bedeutung. - Landschaftspark aus der Mitte des 19. Jahrhunderts mit engmaschigem Netz aus landschaftlich geschwungenen Wegen mit wassergebundenen Decken, wertvoller Altgehölzbestand insbesondere Stiel-Eichen (Quercus robur) und Linden (Tilia spec.), aber auch Spitz-Ahorn (Acer platanoides), Rot-Buche (Fagus sylvatica) und Robinie (Robinia pseudoacacia), Rosentempel mit Rasenflächen, Rosenrabatten und Eiben-Hecken (Taxus baccata) – kein Einzeldenkmal - Froschbrunnen: rechteckiger Springbrunnen nördlich des Kurhauses - Gedenkstein für die Gründer des Parks: Sandsteinobelisk mit Kugelbekrönung auf Podest und mehrfach abgestuftem Sockel, Podest abwechselnd mit Inschriften und antikisierenden Medaillons versehen, am Fuß des Obelisk Girlandenschmuck, Inschriften „Gewidmet von den dankbaren Dübenern im Jahre 1887“ und „Den Gründern des Parkes Herren Hartig und Rasch. Im Jahre 1846. Hier ist die Parkanlage begonnen worden“, östliches Medaillon zeigt eine Allegorie des Frühlings, das Westliche Allegorie des Herbstes, Eingrenzung der Anlage durch Sandsteinpfeiler (Ketten nicht mehr vorhanden) - Denkmal (Germania): auf abgetrepptem Sandsteinsockel und quadratischem Pfeilerpodest stehende Frauenfigur in mittelalterlicher Ritterkleidung (Germania mit Schwert und Schild, darauf preußischer Adler), vorwärtsschreitend, Material gegossenes Metall mit Edellegierung in Sandsteinoptik, Inschrift im Podest „Liebe zur Heimat liess dieses Denkmal entstehen. Gestiftet von ehemaligen Bewohnern der Stadt Düben und Umgebung zum 50-jährigen Jubiläum (Park-J. 5 Jubiläum), am 12. Juli 1896“, Bildhauer Prof. Gustav Eberlein (1847–1926) - Gedenkstein: Bismarckdenkmal, ca. zwei Meter hohe, grob behauene Granitstele, Inschriftentafeln in ovaler und querrechteckiger Form fehlen - Kriegerdenkmal: ca. fünf Meter hohes Denkmal auf rechteckförmigem Grundriss in Muschelkalk, auf flachem abgetrepptem Sockel stehendes Podest in Bossenmauerwerk, bekrönt von liegender Soldatenplastik, oberer Abschluss fehlt, allseitig Inschriftentafel mit Namensaufreihung, rückseitige Inschrift „Den tapferen Helden der Stadt Düben a/M (an der Mulde)“ | 08973963 |
|                                         | Ehemaliger Ausstellungspavillon | Paul-Kaiser-Straße 2 (Karte)                      | 1913 | Heute Schullandheim, Holz verkleideter Pavillon mit Dachreiter, von singulärer und baugeschichtlicher Bedeutung, straßenbildprägende Lage. Kopfbau eingeschossiger Holzbau, Klinkersockel, Satteldach mit Fußwalm (Biberschwanzdeckung), kleiner Dachreiter 1994 originalgetreu wieder aufgebaut, Holzverkleidung, teilweise mit Schindeln, Bay-Windows mit gedrechselten Sprossen. Langhaus mit Satteldach (Biberschwanzdeckung), Schindelverkleidung. Rückseitig langgestreckter Wintergartenanbau, Fenster teilweise neu, innen teilweise originale Ausstattung. Pavillon (ehemaliges Teehaus) stammt von japanischem Kaufmann auf Leipziger Messe und wurde dem Pfarrer Paul Kaiser gestiftet als Heim für bedürftige Kinder. | 08973981 |
| Weitere Bilder                          | Gasthaus in halboffener Bebauung | Ritterstraße 15 (Karte)                           | Vermutlich um 1848 | Obergeschoss Fachwerk, Krüppelwalmdach (Biberschwanzdeckung), baugeschichtlich von Bedeutung, aufgrund der Ecklage von stadtbildprägender Wirkung. Zweigeschossig, Erdgeschoss massiv, verputzt, Gefache verputzt, Fenstergewände im Obergeschoss original, teilweise originale Tür und Fenster, typisch abgefaste Ecke mit Eingang (eingezogene Ecke im Erdgeschoss für Gaststubeneingang). | 08973922 |
|                                         | Ackerbürgerhaus in geschlossener Bebauung und nördliches Seitengebäude | Ritterstraße 17 (Karte)                           | 1. Hälfte 19. Jahrhundert | Wohnhaus im Obergeschoss Fachwerk (hofseitig sichtbar), seitliche Toreinfahrt, Seitengebäude Obergeschoss Fachwerk, baugeschichtlich und städtebaulich von Bedeutung. Wohnhaus und Nebengebäude über winkelförmigem Grundriss, zweigeschossig, Satteldach mit Gauben (neu), Erdgeschoss und Fassade verputzt, neue Torflügel in Toreinfahrt mit Segmentbogenabschluss, Gliederung der Fassade mit kräftigen Putzfaschen, profiliertes Kranzgesims, Gurtband, originales Portal (erneuert). | 08973920 |
| Weitere Bilder                          | Katholische Kirche Heilige Familie mit Ausstattung | Ritterstraße 27 (Karte)                           | 1955–1957, bezeichnet mit 1955 | Eines der wenigen und architektonisch qualitätvollen Kirchengebäude der Nachkriegszeit, Architekt: Johannes Reuter, baugeschichtlich und ortsgeschichtlich von Bedeutung. Einfache Saalkirche auf Granitsockel mit eingezogenem geradem Chor und Querostturm mit Dachreiter, von goldenem Kreuz bekrönt, Satteldach, einseitig angeschleppt über Sakristeiraum, im Querostturm oberhalb drei Rundbogenfenster, Saal von hohem schmalen Rundbogenfenstern erhellt, Portal mit vorgelagerter dreistufiger Freitreppe in Kunststein, Gewände in Muschelkalk, flankiert von zwei großen Laternen in schmiedeeiserner Arbeit, Holztür vermutlich neu, über dem Portal überlebensgroße Christusstatue mit Opferlamm und Segensgestus, auf Konsole stehend, sanierter Zustand. | 08973944 |
| Direkt Bild zu diesem Denkmal hochladen | Wohnhaus in halboffener Bebauung | Schmiedeberger Straße 4 (Karte)                   | Ende 19. Jahrhundert | Regionaltypischer Klinkerbau mit Gliederungselementen, baugeschichtlich und straßenbildprägend von Bedeutung. Eingeschossiger gelber Bau, Satteldach, Bruchsteinsockel, Sohlbankgesims, segmentbogenüberspannte Rücklage mit Löwenkopfschlussstein, Konsoltraufgesims, Gliederungselemente in hellbraunem Klinker. | 08973916 |
|                                         | Zwei Nebengebäude mit Torbogen | Schmiedeberger Straße 51a, 51b (Karte)            | Um 1910 | Gehörten ursprünglich zu einer Villa, heute Wohnhaus, zwei parallel liegende Rechteckbauten mit Torbogen verbunden, baugeschichtlich und straßenbildprägend von Bedeutung. Eingeschossig, Walm- und Zeltdach mit Fledermausgauben, massive Holzbauweise (Bohlenbauweise), teilweise massiv (Stein oder Beton) mit vorgeblendeter Verbretterung, Fenster neu mit Holzläden, Toreinfahrt mit großem, breitem Korbbogen und hoher Überdachung. | 08973887 |
| Weitere Bilder                          | Wohnhaus in offener Bebauung | Schrebergartenstraße 11 (Karte)                   | Um 1930 | Zeittypischer Putzbau im traditionalistischen Stil, baugeschichtlich von Bedeutung. Zweigeschossig, Walmdach (Biberschwanzdeckung) mit Fledermausgauben, Gurtgesims, Standerker mit Balkon (Putznutung), originale Fenster und Fensterläden, weiter Dachüberstand. | 08973912 |
| Direkt Bild zu diesem Denkmal hochladen | Fassade der Gaststätte „Schützenhaus“ | Schützenstraße 8 (Karte)                          | 1908 | Fassade im Stil des Späthistorismus, baugeschichtlich und ortsgeschichtlich von Bedeutung. Zweigeschossiger Bau mit Satteldach, historistische Putzgliederung erhalten, im Erdgeschoss unterhalb der Verdachungen Köpfe und florale Dekoration, Obergeschoss mit Putzspiegeln in den Brüstungsfeldern, Zierfries unterhalb des Traufgesims, Mittelrisalit, konsolgetragener Balkon. Gebäude selbst kein Denkmal mehr (nur Fassade). | 08974356 |
| Weitere Bilder                          | Ackerbürgerhaus in geschlossener Bebauung | Torgauer Straße 20 (Karte)                        | Ende 18. Jahrhundert | Putzbau mit mittiger Tordurchfahrt und hohem Satteldach (Biberschwanzdeckung), baugeschichtlich und ortsgeschichtlich von Bedeutung. Zweigeschossig, schmucklose Fassade mit einfachen Rechteckfenstern und schmalen Putzfaschen (Fassade verändert), mittig Korbbogenportal mit Holzverdachung und steinernen Radabbeißern, Gewände mit Nutung und Schlussstein gestaltet, Türflügel mit typischer barocker Aufteilung in Kassettenfeldern und profilierter verköpfter Kämpferleiste, originaler Türgriff und Beschlag aus Messing. | 08973956 |
| Weitere Bilder                          | Wohnhaus in geschlossener Bebauung | Torgauer Straße 21 (Karte)                        | Mitte 19. Jahrhundert | Durch Gebäudeversprung in markanter Lage, markiert alte Stelle des ehemaligen Stadttores, baugeschichtlich und städtebaulich von Bedeutung. Zweigeschossiger Putzbau, Satteldach, breites Zwerchhaus, Segmentbogenfenster mit breiten Faschen, Gliederung mit Putzbändern, profiliertem Gurt- und Traufgesims, verbrochene Ecke mit Ladeneingang (original) gestalterisch hervorgehoben, unsanierter Zustand, Fenster neu (Schnittstelle der Stadterweiterung). | 08973959 |
|                                         | Wohnhaus in offener Bebauung | Torgauer Straße 23 (Karte)                        | Ende 19. Jahrhundert | Regionaltypischer Klinkerbau mit reichen Gliederungselementen, baugeschichtlich und straßenbildprägend von Bedeutung. Zweigeschossiger gelber Bau, Satteldach mit späteren Dachgauben, Segmentbogenfenster, Gliederungselemente in hellbraunem Klinker, Sohlbankgesimse, Gurtgesims, Schlusssteine, Rautenfries und Traufe, Eckbetonung, neue Fenster. | 08973932 |
|                                         | Wohnhaus in halboffener Bebauung | Torgauer Straße 24 (Karte)                        | Ende 19. Jahrhundert | Regionaltypischer Klinkerbau mit aufwändiger Gliederung und straßenbildprägendem Ziergiebel, baugeschichtlich von Bedeutung. Zweigeschossiger gelber Bau, Satteldach (Biberschwanzdeckung), Seitenrisalit mit Staffelgiebel, Bruchsteinsockel, Fenster im Erdgeschoss vergrößert, genutete Fenstergewände im Obergeschoss, Segmentbogenfenster im Giebel, Konsoltraufgesims, Eckbetonung durch Lisenen in rotem Klinker, horizontal mit dunkelbraun glasierten Klinkerbändern. | 08973931 |
| Weitere Bilder                          | Postamt | Torgauer Straße 25 (Karte)                        | Bezeichnet mit 1892 | Anspruchsvoller Klinkerbau mit seitlichem eingeschossigem Anbau, baugeschichtlich und ortsgeschichtlich von Bedeutung. Zweigeschossiger gelber Bau mit Satteldach, Seitenrisalit mit abgebrochenem Giebel, großem blinden Rundbogenfeld, Gliederung mit Bändern aus roten Klinker, auskragendes Gurtgesims mit weißem Blütenornamentkachelfries, Fenster mit Segmentbogenabschluss und Gewänden mit Birnstab, reich profiliertes Konsoltraufgesims, seitlich Portal noch original sowie innen Treppengeländer und Wohnungstüren. | 08973957 |
|                                         | Wohnhaus in offener Bebauung | Torgauer Straße 26 (Karte)                        | Bezeichnet mit 1898 | Qualitätvoller Klinkerbau mit straßenbildprägender Wirkung, baugeschichtlich von Bedeutung. Zweigeschossiger gelber Bau, Bruchstein-Klinkersockel, Satteldach, Segmentbogenfenster, Gliederung der Fassade durch Gurtgesims mit Formsteinfries, Sohlbankgesimse und Seitenrisalit mit Drillingsfenster (Brüstung mit Formsteinen hervorgehoben), (Konsoltraufgesims), originale Haustür, neue Fenster und neue Kastengaube, seitlich hölzerner Wintergarten mit dekorativer Gestaltung, Giebelabschluss vereinfacht saniert. | 08973930 |
| Weitere Bilder                          | Wohnhaus in offener Bebauung | Torgauer Straße 30 (Karte)                        | Ende 19. Jahrhundert | Regionaltypischer Klinkerbau mit Gliederungselementen, baugeschichtlich von Bedeutung. Zweigeschossiger gelber Bau mit Satteldach, Segmentbogenfenstern, Gliederung in dunkelbraunem Klinker abgesetzt mit Gesimsen, Bändern und geometrischen Schmuckelementen sowie Schlusssteinen im Erdgeschoss und Akroterienbesatz im Obergeschoss, Fenster und seitlicher Hauseingang neu. | 08973893 |
| Direkt Bild zu diesem Denkmal hochladen | Brunnenhaus | Waldstraße (Ecke Walther-Rathenau-Straße) (Karte) | Um 1930 | Runder Klinkerbau mit Kegeldach, singuläre Bedeutung. Kleiner runder roter Bau, abgetrepptes Traufgesims, Kegeldach (Kronendeckung) mit Isolatoren auf dem Dach, originale Rundbogentür (Rautenmotiv), umseitig drei schmale Fenster mit Lamellenöffnung. | 08973984 |
| Direkt Bild zu diesem Denkmal hochladen | Wohnhaus in offener Bebauung und Einfriedung | Wittenberger Straße 39 (Karte)                    | Um 1905 | Ländliches Wohnhaus in Anlehnung an den Schweizer Stil, baugeschichtlich von Bedeutung. Eingeschossiger roter Klinker-/Fachwerkbau, rechteckiger Grundriss mit eingezogener Ecke, Satteldach, vorderseitig hölzerner Wintergarten mit weitem Dachüberstand im Schweizer Stil, rückseitiger Anbau später, teilweise originale Fenster und Fensterläden. Einfriedung: Mauer und Pfeiler in gelbem Klinker mit schmiedeeisernem Zaun und Tor. | 08973982 |

## Wellaune
| Bild                                    | Bezeichnung                                       | Lage                        | Datierung                             | Beschreibung | ID       |
| --------------------------------------- | ------------------------------------------------- | --------------------------- | ------------------------------------- | --- | -------- |
|                                         | Gasthof „Kohlhaasenkrug“                          | Dorfstraße 7 (Karte)        | Anfang 19. Jahrhundert, im Kern älter | Obergeschoss Fachwerk verputzt, baugeschichtlich, ortsgeschichtlich und straßenbildprägend von Bedeutung. Zweigeschossig, Satteldach mit einseitigem Schopf, Erdgeschoss massiv Lehm auf Bruchsteinsockel, Obergeschoss Fachwerk, Fensteröffnungen im Erdgeschoss verändert, ebenso Eingangsbereich, Fenster im Obergeschoss mit Holzgewänden. | 08973557 |
| Direkt Bild zu diesem Denkmal hochladen | Denkmal für die Gefallenen des Ersten Weltkrieges | Dorfstraße 41 (vor) (Karte) | Nach 1918                             | Von ortshistorischer Bedeutung. Hohe schmale Sandsteinstele auf abgetrepptem Sockel, reliefartiger Lorbeerkranz um Namenstafel „Zur Erinnerung unserer in Weltkriege gefallenen Helden 1914–18. Die dankbare Gemeinde Wellaune“, Bekrönung fehlt, Lindenbaum dahinter.                                                                         | 08973960 |
| Direkt Bild zu diesem Denkmal hochladen | Scheune eines Vierseithofes                       | Dorfstraße 48 (Karte)       | Um 1900                               | Lang gestreckter massiver Lehmwellerbau mit Satteldach auf Bruchsteinsockel und Ziegelrollschicht, baugeschichtlich und wirtschaftsgeschichtlich von Bedeutung. Giebelseiten in Ziegel, verputzt, abgetreppte Traufe in Ziegel, hofseitig Holztor, rückseitig Fenster mit Ziegelgewänden und Lüftungskeramikröhren.                            | 08974203 |

## Schnaditz
| Bild                                    | Bezeichnung | Lage                                    | Datierung | Beschreibung | ID       |
| --------------------------------------- | --- | --------------------------------------- | --- | --- | -------- |
| Weitere Bilder                          | Kirche mit Ausstattung, Kirchhof, Grabmal, Denkmal für die Gefallenen des Ersten Weltkrieges und Einfriedungsmauer | Michael-Kohlhaas-Straße 2 (Karte)       | Ende 15. Jahrhundert (Kirche); Turm bezeichnet mit 1676 (Kirche); um 1800 (Grabmal); nach 1918 (Kriegerdenkmal)                                                       | Barocke Saalkirche, verputzter Backsteinbau mit querhausartiger Erweiterung, geradem Chorabschluss und Westturm, baugeschichtlich, kunstgeschichtlich und ortsgeschichtlich von Bedeutung. - Kirche: barocke Saalkirche aus verputztem Backstein mit querhausartiger Erweiterung und geradem Chorabschluss, Westturm über quadratischem Grundriss, im Obergeschoss oktogonal mit geschweifter Haube und Laterne, seitlich Rundbogenportal der Renaissance, teilweise originale Fenster, Porphyrgewände, Eisengitter und Türen - Grabdenkmal der Caroline Leopoldine Jaspern: kanneliertes Sandsteinsäulenstück auf Plinthe, von Vase mit Girlandenfris bekrönt, Vorderseite Medaillon mit Inschrift von Schleife gehalten - Kriegerdenkmal: auf dreistufigem Kunststeinsockel und Podest mit reliefiertem Schmuck (Schwert und Helm vor Eichenlaub) stehende Stele aus schwarzem Granit, einzig Vorderfläche geglättet und mit Inschrift: „Es starben fürs Vaterland“, folgend Namensaufreihung, „Ehre ihrem Andenken“ - Einfriedung: verputztes Ziegelmauerwerk mit Granitplattenabdeckung (neu saniert) | 08973738 |
| Direkt Bild zu diesem Denkmal hochladen | Spritzenhaus | Michael-Kohlhaas-Straße 4 (vor) (Karte) | Um 1928 | In markanter Lage neben der Kirche, ortsgeschichtlich von Bedeutung. Einfacher eingeschossiger verputzter Baukörper mit flachem Pyramidendach und großem Segmentbogentor, seitlich kleine Rundbogenfenster, Sockel in Klinkern. | 08973735 |
| Weitere Bilder                          | Schloss, Rittergut und Park Schnaditz (Sachgesamtheit) | Schloß 1, 2, 4 (Karte)                  | 15.-19. Jahrhundert (Rittergut); 1794 (Gutspark); 19. Jahrhundert (Wirtschaftsgebäude)                                                                                | Sachgesamtheit Schloss, Rittergut und Park Schnaditz, mit folgenden Einzeldenkmalen: Schloss (Anschrift Schloß 1), Torbogen, Zufahrtsbrücke über einen Wassergraben und Wappen an der Südostecke des südlichen ehemaligen Wirtschaftsgebäudes (Anschrift Schloß 2) (siehe Einzeldenkmale 08973739), der Gutspark und eine Lindenallee (Gartendenkmal) sowie zwei verbleibende Wirtschaftsgebäude (Anschriften Schloß 2, 4) des ehemaligen Wirtschaftshofes und Reste des Burggrabens als Sachgesamtheitsteile; bemerkenswerte Schlossanlage über den Resten einer mittelalterlichen Wasserburg, das Schloss eine Dreiflügelanlage mit Bergfried, Gutspark als englischer Landschaftsgarten, baugeschichtlich, kunstgeschichtlich, gartenkünstlerisch, ortsgeschichtlich und ortsbildprägend von Bedeutung | 09304756 |
| Weitere Bilder                          | Schloss als Dreiflügelanlage (Schloß 1), Bergfried, Torbogen, Reste des Burggrabens, Zufahrtsbrücke und Wappen an der Südostecke des südlichen ehemaligen Wirtschaftsgebäudes (Schloß 2), Einzeldenkmale zu ID-Nr. 09304756 | Schloß 1, 2 (Karte)                     | Mitte 15. Jahrhundert (Schloss); Ende 15. Jahrhundert (Bergfried); nach 1602 (Wendelstein); Südflügel bezeichnet mit 1655 (Schloss); 19. Jahrhundert (Zufahrtsbrücke) | Einzeldenkmale der Sachgesamtheit Schloss, Rittergut und Park Schnaditz; bemerkenswerte Schlossanlage über den Resten einer mittelalterlichen Wasserburg, baugeschichtlich, kunstgeschichtlich, ortsgeschichtlich und ortsbildprägend von Bedeutung | 08973739 |

## Tiefensee
| Bild                                    | Bezeichnung | Lage                              | Datierung | Beschreibung | ID       |
| --------------------------------------- | --- | --------------------------------- | --- | --- | -------- |
| Weitere Bilder                          | Gutsverwalterhaus des ehemaligen Rittergutes sowie Gutspark mit Teich und Bismarcklinde mit Gedenkstein sowie südliche Allee | Am Gutshof 5 (Karte)              | Ab 1791, ab 1821 (Gutspark); 1895 (Gedenkbaum); bezeichnet mit 1895 (Gedenkstein); bezeichnet mit 1902, Kern älter (Gutsverwalterhaus) | Gutsverwalterhaus Putzbau mit künstlerischer Giebelgestaltung und Satteldach, baugeschichtlich, ortsgeschichtlich und landschaftsbildprägend von Bedeutung | 08973740 |
| Weitere Bilder                          | Gasthof „Rotes Haus“ | Brösen 6 (Karte)                  | 1618 | Eingeschossiger massiver verputzter Lehmbau mit Mansardwalmdach, baugeschichtlich, hausgeschichtlich, ortsgeschichtlich und straßenbildprägend von Bedeutung. - Gasthof: eingeschossiger massiver Lehmbau, verputzt, mit Mansardwalmdach und Gauben, originaler Dachstuhl aus dem 16. Jahrhundert, teilweise erhalten, 1955 vollkommener Umbau, besonders flacher Vorbau in verputzter Ziegelbauweise mit großen liegenden Fenstern, original sind giebelseitige Korbbogenfenster (vermutlich 17. Jahrhundert) - seitlicher Anbau für Kegelbahn kein Denkmal | 08973558 |
| Direkt Bild zu diesem Denkmal hochladen | Wohnstallhaus mit angebautem Seitengebäude                                                                                   | Löbnitzer Straße 21 (Karte)       | Anfang 19. Jahrhundert | Beide Gebäude Obergeschoss Fachwerk, baugeschichtlich und sozialgeschichtlich von Bedeutung. - Wohnstallhaus: zweigeschossig massiver Bau mit Satteldach, Erdgeschoss Ziegelmauerwerk verputzt, Obergeschoss in Fachwerk, Gefache verputzt, neu saniert (Putz, Anstrich, Sockel und Fenster neu) teilweise noch originale hölzerne Fenstergewände, kräftiges Gurtgesims in Giebelseite - Stallanbau mit Speicherluke | 08973584 |
| Direkt Bild zu diesem Denkmal hochladen | Ehemaliges Pfarrhaus und Brunnen                                                                                             | Löbnitzer Straße 33 (Karte)       | Nach 1815 | Obergeschoss Fachwerk verputzt, großer Anteil originaler Bausubstanz erhalten, baugeschichtlich, ortsgeschichtlich und ortsbildprägend von Bedeutung. - Pfarrhaus: zweigeschossig Putzbau mit Krüppelwalmdach, Gliederung mit Putzbändern und -faschen, kräftiges hölzernes Traufgesims (original) mit Giebelschultern, hofseitig mittig großes Segmentbogenfenster Tür und Eingangsbereich verändert; innen: originale Holzbalkendecken, Kellergewölbe und Fachwerk mit Lehmausfachung - Brunnen im Hof vermutlich aus der Entstehungszeit des Hauses, mit Ziegeln gemauert, altes Brett vom Gesimskasten mit Jahreszahl 1842: erhalten | 08973585 |
| Weitere Bilder                          | Kirche mit Ausstattung, Kirchhof, zwei Grabmale an der südlichen Kirchenwand und Einfriedung                                 | Zur Alten Schule 11 (Karte)       | 1811–1812 (Kirche); Mitte 18. Jahrhundert (Grabmal); um 1815 (Grabmal)                                                                 | Saalkirche, verputzter Backsteinbau mit 3/8-Schluss, Westturm mit oktogonalem Glockengeschoss und Zeltdach, baugeschichtlich und ortsgeschichtlich von Bedeutung. - Saalkirche als verputzter Backsteinbau mit 3/8-Schluss, Westturm auf quadratischem Grundriss, oktogonalem Glockengeschoss, verschiefert, mit Zeltdach - Einfriedung: verputztes Ziegelmauerwerk mit Ziegelabdeckung, teilweise erneuert mit Betonplatten - Grabplatten aus Sandstein an der südlichen Außenmauer eingelassen: - Rokoko-Grabplatte für Christian Heyne (geboren 1702), auf einfachem Sockel stehendes und von zahlreichen Rocaillen umrahmtes Inschriftenfeld, von künstlerisch wertvoller Auferstehungsszene in Reliefarbeit bekrönt, seitlich von Engelsköpfen flankiert - daneben Grabplatte in Sandstein (unbekannt), um 1815, flache Grabplatte mit abschließendem profiliertem Gesims, unterhalb davon flaches Relief mit Sonnendarstellung und Wolken, unterer Teil stark verwittert, mittig flaches Inschriftenfeld (unleserlich). | 08973586 |
| Direkt Bild zu diesem Denkmal hochladen | Denkmal für die Gefallenen des Ersten und Zweiten Weltkrieges                                                                | Zur Alten Schule 11 (bei) (Karte) | Nach 1918 | Von ortshistorischer Bedeutung. Kriegerdenkmal zunächst für die Gefallenen des Ersten Weltkrieges, auf aufgeschüttetem Erdhügel stehende Sandsteinstele mit dreieckförmigem Abschluss, grob behauene Oberfläche, in Giebelfläche Eisernes Kreuzrelief mit Goldrand und Inschrift „Für uns“, nach 1945 mittige neue große Granitplatte mit Namensaufzählung und Inschrift „Zum Gedenken unserer gefallenen Helden 1914–1918 und 1939–1945“ und Namen der Toten. | 08973347 |
| Weitere Bilder                          | Mühlengut mit Bockwindmühle und Motormühle (ehemaliger Speicher) mit Mühlentechnik und Scheune                               | Zur Mühle 1 (Karte)               | 1847 | Von technikgeschichtlicher Bedeutung mit landschaftsprägender Wirkung. - Bockwindmühle: mit originalem kunstvollem Schnitzwerk im Inneren, äußerlich rekonstruiert unter Verwendung älterer Teile (Bock), Dach mit Pappe gedeckt, Verbretterung neu, 1847 erbaut in Delitzsch, 1890 umgesetzt nach Tiefensee, 1953 letzter Mahlgang - Speicher: Klinkerbau mit Satteldach, seit 1952 als Motormühle genutzt, - Keller: Elektromotoren, Transmissionswelle - Erdgeschoss: Walzenstuhl A. Wetzig Wittenberg (bezeichnet mit „Halle“), Haferquetsche, Mehlmischmaschine, Schrotgang - 1. Obergeschoss: Schrotgang Kählitz & Lübke Mühlenbau Leipzig 1963, Vorratsbehälter, Mischmaschine - 2. Obergeschoss: Sichter, dazu im Gebäude Transmission, Elevatoren - Scheune: an den Speicher angebaut, ebenfalls Klinker, Pultdach | 08973346 |
| Direkt Bild zu diesem Denkmal hochladen | Forsthaus (Grünes Haus) und Scheune                                                                                          | Zur Mühle 6 (bei) (Karte)         | 18. Jahrhundert und später (Forsthaus); 19. Jahrhundert (Scheune)                                                                      | Forsthaus verputzter Lehmbau mit hohem Mansardwalmdach, Scheune als Lehmwellerbau, baugeschichtlich und ortsgeschichtlich von Bedeutung. - Forsthaus: eingeschossiger Putzbau mit hohem Mansardwalmdach (Biberschwanzdeckung), massiver Lehmbau, straßenseitig zwei kleine Dachgauben, im Erdgeschoss originale Segmentbogenfenster mit schräger Laibung und teilweise Holzläden, Tür und Fenster neu, im Dachgeschoss Giebel und Gauben mit original hölzernen Gewänden - Scheune: massiver Lehmwellerbau auf Granitsockel mit flachem Satteldach (ursprünglich höher), Putzreste, originales großes Holztor mit Holzsturz, überstehender Dachabstand, Drempel mit Holzverbretterung | 08973556 |

## Ehemalige Denkmäler
| Bild                                    | Bezeichnung                      | Lage                    | Datierung                 | Beschreibung | ID       |
| --------------------------------------- | -------------------------------- | ----------------------- | ------------------------- | --- | -------- |
| Direkt Bild zu diesem Denkmal hochladen | Wohnhaus in halboffener Bebauung | Gartenstraße 13 (Karte) | 2. Hälfte 19. Jahrhundert | Eingeschossiger Putzbau mit Satteldach und Gaube in markanter Ecklage, baugeschichtlich und sozialgeschichtlich von Bedeutung. Einfache Rechteckfenster mit geputzten Gewänden, originale Fenster und Portal, Giebelseite mit originalen Fenstern und Fensterläden, geputzte Bandgliederung. Zwischen 2020 und 2024 aus der Denkmalliste gestrichen. | 08973970 |

## Tabellenlegende
- Bild: Bild des Kulturdenkmals, ggf. zusätzlich mit einem Link zu weiteren Fotos des Kulturdenkmals im Medienarchiv Wikimedia Commons. Wenn man auf das Kamerasymbol klickt, können Fotos zu Kulturdenkmalen aus dieser Liste hochgeladen werden:
- Bezeichnung: Denkmalgeschützte Objekte und ggf. Bauwerksname des Kulturdenkmals
- Lage: Straßenname und Hausnummer oder Flurstücknummer des Kulturdenkmals. Die Grundsortierung der Liste erfolgt nach dieser Adresse. Der Link (Karte) führt zu verschiedenen Kartendiensten mit der Position des Kulturdenkmals. Fehlt dieser Link, wurden die Koordinaten noch nicht eingetragen. Sind diese bekannt, können sie über ein Tool mit einer Kartenansicht einfach nachgetragen werden. In dieser Kartenansicht sind Kulturdenkmale ohne Koordinaten mit einem roten bzw. orangen Marker dargestellt und können durch Verschieben auf die richtige Position in der Karte mit Koordinaten versehen werden. Kulturdenkmale ohne Bild sind an einem blauen bzw. roten Marker erkennbar.
- Datierung: Baubeginn, Fertigstellung, Datum der Erstnennung oder grobe zeitliche Einordnung entsprechend des Eintrags in der sächsischen Denkmaldatenbank
- Beschreibung: Kurzcharakteristik des Kulturdenkmals entsprechend des Eintrags in der sächsischen Denkmaldatenbank, ggf. ergänzt durch die dort nur selten veröffentlichten Erfassungstexte oder zusätzliche Informationen
- ID: Vom Landesamt für Denkmalpflege Sachsen vergebene, das Kulturdenkmal eindeutig identifizierende Objekt-Nummer. Der Link führt zum PDF-Denkmaldokument des Landesamtes für Denkmalpflege Sachsen. Bei ehemaligen Kulturdenkmalen können die Objektnummern unbekannt sein und deshalb fehlen bzw. die Links von aus der Datenbank entfernten Objektnummern ins Leere führen. Ein ggf. vorhandenes Icon  führt zu den Angaben des Kulturdenkmals bei Wikidata.

## Ausführliche Denkmaltexte
1. ↑  Bahnhof Bad Düben: 
 Der Bahnhof Bad Düben wurde 1895 von der Preußischen Staatsbahn als Bestandteil der neu entstandenen Eisenbahnstrecke zwischen Eilenburg-Ost und Pretzsch in Sachsen-Anhalt errichtet. Diese Bahnstrecke diente sowohl dem Personen- als auch dem Güterverkehr. Die Bahnhofsgebäude der Strecke wurden als Typenbauten in Klinkerbauweise ausgeführt. Bad Düben erhielt, anders als Laußig und Söllichau, einen größeren Bahnhof mit zweigeschossigem Empfangsgebäude mit Krüppelwalmdach im Schweizer Stil. Straßenseitig sind dem Dach vereinzelt Gauben aufgesetzt. Im Erdgeschoss sind die hohen originalen Segmentbogenfenster und -türen weitestgehend erhalten. Das Obergeschoss ist kleinteiliger gegliedert und mit einem Gesims in Sandstein vom Untergeschoss optisch getrennt. Im Inneren haben sich originale Fußbodenfliesen erhalten, daneben sind kleinere bauliche Veränderungen (zugemauerte Tür- und Fensteröffnungen) zu erkennen. Nördlich fügt sich ein eingeschossiger Klinkeranbau mit spitzem Satteldach an. Die darin befindlichen Fensteröffnungen sind verändert, fügen sich aber in das gesamte Erscheinungsbild des Ensembles ein. Südlich erhielt das Hauptgebäude, verbunden über einen Zwischenbau, vermutlich in den 1920er Jahren einen neueren langgestreckten Güterschuppenanbau in Klinkerbauweise mit querrechteckigen, vergitterten Fenstern, an die sich die gepflasterte Laderampe anschließt. Damit wird die Bedeutung des Bahnhofs als Güterbahnhof unterstrichen. Gleisseitig wurde in den 1930er Jahren dem Hauptgebäude ein langgestreckter Stellwerksanbau, ebenfalls in Klinkerbauweise, mit hohen Rechteckfenstern und originaler Sprossung angefügt. Dieser hebt sich stilistisch vom restlichen Ensemble ab. Darin befindet sich ein mechanisches Stellwerk der Bauart Jüdel. Für die Versorgung der Dampflokomotiven wurde ein Wasserturm errichtet. Der oktogonale, sich konisch verjüngende Klinkerbau ist mit einem oben offenen, aus genieteten Stahlblechen gefertigten Hängebodenbehälter ausgestattet. Dieser Wasserbehälter war ursprünglich mit einem verbretterten Eisenfachwerkgerüst verkleidet und wurde von einem Zeltdach abgeschlossen. Aufgrund von Baufälligkeit wurden diese Teile 2002 abgebrochen. Als Bahnhof mit erweiterten Befugnissen für den Personen- und Güterverkehr wurde dem Bahnhofsgebäude ein Kopfsteinpflaster im Reihenverband aus Granit vorgelagert. Pflasterungen im Bereich von Bahnhofsanlagen unterstreichen die Bedeutung des Bahnhofs als Zeugnis der Verkehrsgeschichte. Die Befestigung der Zufahrtswege erleichterte maßgeblich den Personen- und Gütertransport. Aus diesem Grund besitzt der Bahnhof Bad Düben eine eisenbahngeschichtliche, ortsgeschichtliche, technikgeschichtliche und verkehrsgeschichtliche Bedeutung.
2. ↑  Einzeldenkmale der Sachgesamtheit Stadtfriedhof Bad Düben: 
  - Friedhofskirche: roter Klinkerbau, Bruchsteinsockel, Satteldach (Biberschwanzdeckung), neugotische Saalkirche mit 3/8-Schluss, Westseite Staffelgiebel mit spitzbogigen Blendfeldern, Eckpilaster, drei Spitzbogenfenster an den Längsseiten Sohlbankgesims
  - Leichenhalle: eingeschossiger roter Klinkerbau mit eingezogenem Eckeingang, Walmdach (Biberschwanzdeckung), innere Wandseite des Eingangsbereiches mit kräftigem Granitkreuz, seitlich Rundfenster und schmale querrechteckige Fenster, Granitplattenfußboden
  - zwei Glocken (19. Jahrhundert, um 1930): Bronze, die jüngere mit der Inschrift „Land höre des Herrn Wort“, Herkunft aus dem Braukohleort Döbern
  - Grabmale:
    - 1. Grabmal (1. Hälfte 19. Jahrhundert): Sandstein, Urne mit Lorbeerkranz auf Säule, Bekrönung fehlt, stark verwittert
    - 2. Grabmal (Mitte 18. Jahrhundert): Sandstein, barocke Form, seitlich Engelskopf, Rocailleformen, Ranken, mittig Medaillonfeld, Abschluss Sonnendarstellung, rückseitig Ornamente, vorderseitig Inschrift schwer lesbar
    - 3. Grabmal (bezeichnet mit 1785): Sandstein, auf würfelförmigem Sockel stehende Urnenvase, umwunden von Lorbeergirlande, als Abschluss stilisierte Flamme, im Podest allseitig Inschriftentafeln (schwer lesbar) von Girlanden umwunden, Medaillon auf Vase mit Ankermotiv
    - 4. Grabmal (Mitte 18. Jahrhundert): Sandstein, barocke Form, Bekrönung fehlt, große Inschriftenkartusche (verwittert), darüber ursprünglich zwei Figuren (eine fehlt, nur Arm erhalten), dazwischen Bildfeld von Draperie umrahmt mit Sonne, Pfau, zwei Herren und Krone, Attribute der Frauenfiguren: Waage (Gerechtigkeit), Kreuz und Buch (Glaube und Weisheit), (Gerechtigkeit)
    - 5. Grabmal (Mitte 18. Jahrhundert): Sandsteinplatte auf Sockel stehende kannelierte Pfeiler mit zwei Medaillons, von Lorbeergirlande umrahmt, Abschluss mit gemeinsamen Architrav, Bekrönung fehlt, stark verwittert, rückseitig Inschriften und Medaillons
    - 6. Grabmal (um 1760): freistehende Grabplatte, umrahmt mit großen Voluten und Rocaillen, oberer Abschluss mit Inschriftenplatten, flankiert von seitlichen Engelsfiguren (Darstellung der Zeit und Liebe), Bekrönung fehlt, rückseitig Rocailledekorationen, Inschriften unleserlich, verwittert
    - 7. Grabmal Johann Gottfried Schneider (1743–1831) und der Henriette Louise, geborene Richter (1751–1834), ehemaliger Besitzer bzw. Obermüller der Obermühle Bad Düben: Sandsteinpfeiler auf quadratischem Sockel, Abschluss mit eisernem Kreuz über Halbkugel und kräftiger Platte, Verzierung mit Eierstabfries oberhalb der figürlichen Darstellung eines trauernden Engels mit herabgeneigter Fackel und Urne, seitlich Darstellung eines Kranzes mit herabhängendem Tuch

  - Gruft der Familie Grohse an der Friedhofsmauer: Ziegelbau verputzt auf Sandsteinsockel, quadratischer Grundriss mit Tempelfront, vier toskanische Säulen tragen Architrav und Dreieckgiebel, mittig originales Portal, seitlich zwei schmale Fenster mit kräftiger Sohlbank, Einfriedung: Ziegelmauer teilweise verputzt
  - Hexenstein (Gedenkstein), Ende 18. Jahrhundert: Sandstein, Podestform, halbrundes Muschelornament und mit Eckakroterien, Abschluss, Medaillon Bildnisdarstellung einer Frau im Profil, umwunden von Lorbeergilande, unterhalb dieser zwei durch ein Band verbundene Fackeln (nach unten gerichtet), beidseitig des Podestes Amphorendarstellung; Grabmal für die Frau des Alaunwerksbesitzers, die zuvor in der Sünderecke beerdigt wurde
3. ↑  Einzeldenkmale der Sachgesamtheit Burg und Burgberg Düben: 
  - Amtshaus: zweigeschossiger Putzbau, Krüppelwalmdach mit Fledermausgauben, auf Bruchsteinsockel, Rechteckfenster, profiliertes Gurt- und Sohlbankgesims, rückseitig und im Giebel Sichtfachwerk, vorgelagerte siebenstufige Freitreppe, neu sanierter Zustand
  - Torturm: dreigeschossiger massiver, verputzter Torturm auf quadratischem Grundriss mit Spitzbogeneinfahrt (Ende 15. Jahrhundert) und Fachwerkobergeschoss (um 1710), Zeltdach, originale Eichenholztore, östlicher Treppenturm in Fachwerk (wohl Anfang 18. Jahrhundert), Gefache verputzt
  - Wächterhaus: eingeschossiger Fachwerkbau, Satteldach, verputzte Gefache, Fenster neu
  - Burgmauer und Brücke aus Bruchstein und Raseneisenstein und teilweise Ziegelmauerwerk mit Bruchsteinabdeckung
  - Handschwengelpumpe aus Holz mit schmiedeeisernem Schwengel und Auffangbecken aus Sandstein
  - Torpfeiler aus Ziegelmauerwerk, verputzt, Gittertor neu
  - Grenzsteine in unterschiedlicher Form in Sandstein:
    - 1.: No. 16, 1793, zwei überkreuzte Schwerter und Initialen Am Düb, halbrunder Abschluss
    - 2.: 1725, DRZD, in Granit, flache Stelenform, oben abgebrochen
    - 3.: No. 45, 1804, dreikantförmig, AD, GK, zwei gekreuzte Schwerter, oben abgebrochen
    - 4.: 1799, S. H, halbrunder Abschluss

  - Vasenbekrönung aus Sandstein in qualitätvoller und dekorativer Ausführung mit rocaillenförmigen Henkeln, Draperie mit Fruchtgehänge und Muschel, stilisierter Blumenstrauß als Abschluss
  - im Hof Reste eines Türportals (Architrav mit Dreieckverdachung und Doppelwappenkartusche: Pferd und sechsblättriger Zweig, bezeichnet mit 1745, G.M.V/L.G.V.B, Kronenabschluss, Einfriedung: Torpfeiler, verputzt)
4. ↑  Obermühle Bad Düben: 
 Das markante Ensemble besteht aus einer Getreidemühle über rechteckigem Grundriss, einem Wohnmühlengebäude über rechtwinkligem Grundriss (hier soll sich ursprünglich die Wohnung des Müllers und eine Ölmühle befunden haben) sowie dem Mühlgraben und dem rekonstruierten Wasserrad zwischen beiden Bauten. Die Gebäude sind durch einen Übergang miteinander verbunden. Die zweigeschossige Getreidemühle besteht aus einem massiven Erdgeschoss in Backstein, einem Obergeschoss in Fachwerk mit Klinkerausfachungen (teilweise saniert) und einem Satteldach mit langgezogener Hechtgaube. Die schlichten Fassaden werden durch profilierte Holztraufen und Rechteckfenster belebt. Die Türgewände und die Eckquaderungen im Erdgeschoss wurden in Sandstein ausgeführt. Das zweigeschossige Wohnmühlengebäude zeigt ein massives Ziegelerdgeschoss, ein Obergeschoss in Fachwerk mit Klinkerausfachung und ein Krüppelwalmdach. Dessen vorderer, jüngerer Flügelanbau zeigt eine massiv gemauerte und verputzte Giebelseite. Im Inneren haben sich noch der alte Dachstuhl und Deckenbalken aus der Entstehungszeit erhalten. Im rechten Winkel zum Wohnmühlengebäude standen noch zwei weitere Gebäude, ein zweigeschossiger Putzbau mit Satteldach und ein um 1900 entstandener Wirtschaftstrakt mit etwas repräsentativerer historisierender Klinkerfassade. Diese beiden Gebäude und eine markante Scheune mit hohem Mansarddach und Hechtgaube wurden Ende der 1990er Jahre (oder wenig später) abgerissen. Im Jahre 1986 ist die Getreidemühle denkmalgerecht saniert worden. Weitere Sanierungsarbeiten, so die Wiederherstellung des Übergangs, erfolgten dann nach der Wende durch den Verein Museumsdorf Dübener Heide e. V. Am Standort soll sich bereits 1156 eine Mühle befunden haben. Eine weitere und konkretere Erwähnung erfolgte 1531. Die Bauten der noch erhaltenen Anlage gehen wohl auf die Zeit um 1800 zurück.
5. ↑  Ackerbürgerhaus Paradeplatz 15:
Das Wohnhaus des dreiseitigen Ackerbürgerhofes entstand wohl Ende des 18. Jahrhunderts, die Scheune ist ein Lehmwellerbau des frühen 19. Jahrhunderts und das Seitengebäude in Klinkerbauweise wurde im späten 19. Jahrhundert errichtet. Das Anwesen ist Teil der südlichen Bebauung des Paradeplatzes. Wohnhaus zweigeschossiger, traufständiger Bau mit Satteldach, im Erdgeschoss Wohnstube mit Brettdecke (verkleidet), am Unterzug erkennbar, dass die Stube ursprünglich etwas größer war, Obergeschoss ursprünglich wohl vollständig Fachwerk, heute an der Vorderfront und wahrscheinlich am freistehenden Ostgiebel massiv, an der Hofseite Fachwerkkonstruktion mit Laubengang, gezapftes Kehlbalkendachwerk auf liegendem Stuhl. Die Scheune bildet den südlichen Abschluss des Hofes, Lehmmauern teilweise mit Ziegeln ausgebessert, Satteldach.
 Das Seitengebäude auf der Westseite, Stallnutzung, zurückhaltende, klinkerbautypische Schmuckformen wie Konsolgesims an der Traufe.
 Das Anwesen mit seinen denkmalwürdigen Gebäuden ist ein Zeugnis der historischen Ortskernbauung von Bad Düben. Es ist eines der wenigen, weitgehend authentisch erhaltenen baulichen Dokumente, die darauf verweisen, dass Bad Düben bis ins 19. Jahrhundert hinein eine Ackerbürger- und Handwerkerstadt war. Es veranschaulicht die damit verbundene Lebensweise ihrer Bewohner in der Vergangenheit. Hierdurch erlangt das Objekt ortsgeschichtlichen Aussagewert. Mit ihrer zeit- und regionaltypischen Bauform sind die Gebäude des Ackerbürgerhofes auch baugeschichtlich von Bedeutung, hierbei ist vor allem das Wohnhaus aufgrund seiner Alters und seiner mittlerweile seltenen Besonderheiten (Oberlaube) hervorzuheben.
6. ↑  Geschichte des Kurparks Bad Düben: 
  - 1846–1848 auf Initiative des Forstinspektors Karl Theodor Hartig und des Gerichtsassessors Julius Albert Rasch und durch Spenden aus der Bevölkerung wurde zunächst der westliche Teil des landschaftlichen Parks angelegt, Hartig entwarf den Parkplan
  - ab 1850: Bepflanzung des östlichen Parkbereichs
  - 1860 Vergabe des Schankrechts im Park
  - 1862 Anlage des Festplatzes
  - 1864 wurde der sogenannte „Kleine Park“, die Fläche zwischen heutigem Moorbad und Friedhof, angelegt
  - 1870er Jahre Errichtung eines Strohtempels mit Hirschgeweih auf dem Rosenhügel
  - 1878 Errichtung einer Parkrestauration mit Kolonnaden
  - 1884 wurde der Rosentempel durch Sturm zerstört und bald darauf wieder aufgebaut
  - 1887 Errichtung eines Gedenksteins für die Gründer des Parks
  - 1896 Errichtung der Germania anlässlich des 50-jährigen Jubiläums des Bestehens des Parks
  - 1897 Errichtung eines Bismarckdenkmals
  - 1908 Errichtung eines Parkrestaurants an Stelle des provisorischen Vorgängerbaus
  - 1912 brannte der Rosentempel ab und wurde wiederum neu errichtet
  - nach 1918: Errichtung eines Kriegerdenkmals für die Gefallenen des Ersten Weltkriegs
  - 1930er Jahre Errichtung des Kurhauses und Umgestaltung des näheren Kurhausumfeldes
7. ↑  Schloss, Rittergut und Park Schnaditz (Sachgesamtheit):
 Geschichte:
  - 1792 erwarb der sächsische Kommissionsrat Christoph Samuel Martin das Rittergut
  - ab 1794: Gestaltung des Schlossparks als landschaftliche Anlage, die wohl mit einer Vielzahl an Ausstattung wie Tempel, Grotten, Einsiedlerhütten, Skulpturen und Amoretten bestückt war; da die Familie Martin verwandtschaftliche Beziehungen nach Dessau besaß, ist eine Orientierung der Gestaltung am Vorbild des Wörlitzer Parks wahrscheinlich
  - 1806 und 1813 Verwüstung der Parkanlage durch durchziehende Franzosen und Russen
  - nach 1945: Vernachlässigung der Anlage, Zerstörung der letzten beiden noch vorhandenen Gartenskulpturen durch Vandalismus, teilweise Verfüllung des Wassergrabens sowie Baumfällungen
  - ab 1990: Restaurierungsarbeiten im Park

Bauliche Schutzgüter:
  - Gebäude:
    - Schloss (Einzeldenkmal)
    - Bergfried (Einzeldenkmal)
    - zwei verbliebene Wirtschaftsgebäude des ehemaligen Wirtschaftshofes (Sachgesamtheitsteile)

  - Erschließung:
    - Zugang von Osten von der Lindenallee über die Zufahrtsbrücke (Einzeldenkmal) und das Tor (Einzeldenkmal), weiterer Zugang von Süden über den ehemaligen Wirtschaftshof
    - Wegesystem: landschaftlich geschwungene Wege

  - Wasserelemente: der gesamte Schlosspark wird von einem Wassergraben mit zwei Inselchen eingefasst, der auch als Aha wirkt (Einzeldenkmal), der Graben war bereits vor der Gestaltung des Landschaftsparks vorhanden und war wohl ursprünglich Teil der Befestigungsanlage.

Vegetation:
  - von Osten auf das Schloss zuführende Lindenallee (Tilia spec.)
  - wertvoller Altbaumbestand aus u. a. Blut-Buche (Fagus sylvatica f. purpurea), Sommer-Linde (Tilia platyphyllos), Winter-Linde (Tilia cordata), Berg-Ahorn (Acer pseudoplatanus), Stiel-Eiche (Quercus robur), Säulen-Eiche (Quercus robur 'Fastigiata'), Schwarz-Pappel (Populus nigra), Pyramiden-Pappel (Populus nigra 'Italica'), Hainbuche (Carpinus betulus), Weißdorn (Crataegus spec.), Flatter-Ulme (Ulmus laevis) und Eibe (Taxus baccata)

Sonstige Schutzgüter:
  - Bodenrelief: die Topographie des Parks wird vor allem durch den ihn umgebenden Wassergraben bestimmt, außerdem wurden mehrere Hügel – u. a. der große und der kleine Drachenberg – aufgeschüttet, auf denen sich wohl ehemals einige der Ausstattungselemente befunden haben
  - Blickbeziehung: die ehemals vorhandene Blickbeziehungen über den Wassergraben in die Landschaft sind heute zugewachsen
8. ↑  Einzeldenkmale der Sachgesamtheit Schloss, Rittergut und Park Schnaditz: 
  - Schloss: unregelmäßige Dreiflügelanlage mit Bergfried, Süd-, West- und Ostflügel, Wendelstein und Torbogen
    - Flügelbauten: zwei- und dreigeschossig aus verputztem Backstein, Obergeschoss im Westflügel Fachwerk teilweise Porphyrgewände (Ende 15. Jahrhundert und Anfang 17. Jahrhundert), im Inneren teilweise Kreuzgrat-, Zellen- und Netzgewölbe, teilweise auf Säulen
    - Ostflügel mit Walmdach und Neorenaissancefassade: Rundbogenverdachungen mit Muschelornament, Brüstungsfelder mit Wappenkartuschen und Dreiblattornament, von Ranken umrahmt, mittig große gusseiserne Tafel mit Wappendarstellung
    - Wendelstein: Wendelstein über oktogonalem Grundriss mit Sitznischenportal, darüber Doppelwappenrelief in Porphyr, Renaissancegewände in Porphyr, Zinnenbekrönung später, Torbogen überdacht

  - Bergfried: (Süd-West-Ecke) auf quadratischem Grundriss mit abgefasten Ecken in Backstein (gotischer Verband) oberhalb große Zwillingsrundbogenfenster, Abschluss mit Zinnenkranz
  - Wirtschaftsgebäude 19. Jahrhundert: verputzte Ziegelbauten mit Satteldach, stark zerstört, teilweise abgebrannt oder baulich verändert (teilweise zu Wohnzwecken umgebaut)
  - Wappen: Wappenkartusche aus Sandstein im Mauerwerk (Ecke Durchfahrt) von Haus Schloß 2 eingelassen, allgemein originale Bausubstanz und viele Einzelteile erhalten, zum Beispiel Eisentür im Südflügel mit Rundbogenabschluss und blattförmigen Beschlägen
  - ehemaliger Schlosspark als englischer Landschaftsgarten mit Hügeln und hohem Baumbestand erhalten, von Schlossgraben umgeben
9. ↑  Rittergut und Park Tiefensee: 
 Geschichte:
  - Mitte des 15. Jahrhunderts erwirbt Familie von Rabil das Rittergut, das bis 1652 im Familienbesitz  bleibt
  - um 1570 Errichtung des Schlosses im Renaissancestil
  - 1652 Verkauf an die Familie Vitztum von Eckstädt
  - um 1700 Anlage der auf die Südfassade des Schlosses zuführenden Allee durch Christoph Vitztum von Eckstädt
  - 1791 erwirbt der Kauf- und Handelsherr Hillig aus Leipzig das Anwesen, unter ihm ist wohl mit der Anlage eines Gartens östlich des Schlosses begonnen worden, der Herrschaftliche Gärtner G. C. Paak und ab 1801 der Kunst- und Lustgärtner A. L. Chemnitz sind bekannt
  - Anfang des 19. Jahrhunderts verschiedene Besitzerwechsel
  - ab 1821 Gestaltung des Landschaftsparks unter Wilhelm Ludwig Victor Graf Henkel von Donnersmark (1775–1849), da enge familiäre Verbindungen nach Dessau bestanden, ist zu vermuten, dass man sich beim Anlegen des Tiefenseer Gutsparks an den Wörlitzer Anlagen orientierte, der Herrschaftliche Gärtner G. Ancke ist nachgewiesen
  - 1895 der damalige Gutsbesitzer Franz Trittel lässt eine Bismarcklinde pflanzen und einen Gedenkstein errichten
  - 1973 Abriss des Schlosses

Denkmalbestandteile:
  - Gutsverwalterhaus: zweigeschossiger Putzbau mit Satteldach, Zwerchgiebel und nördlicher Giebel als geschweifter Knickgiebel ausgebildet, Erdgeschoss mit Segmentbogenfenster, Obergeschoss Rechteckfenster, rückseitig originale Fenster, innen teilweise noch originale Treppenanlage, beachtenswertes Wappenrelief aus Sandstein des alten Schlosses neben Eingang eingemauert
  - Gutspark: Zonierung der Gestaltung von Westen nach Osten: im Westen Standort des ehemaligen Schlosses und des Wirtschaftshofes, östlich daran anschließend lang gestreckter Teich, dann waldartiger Parkbereich, ganz im Osten öffnet sich der Park zu einer offenen durch Gehölzgruppen und Einzelbäume gegliederten Wiesenlandschaft, landschaftlich geschwungene Wege, im westlichen Bereich Wegesystem ausgeprägter, im Osten nur noch in Resten
  - Gedenkstein für Bismarck mit Linde: kleiner monolithartiger Granitstein mit glatter Vorderfläche und Inschrift „Bismarcklinde, gepflanzt z. 80. Geburtstag d. 1. April 1895“, von kleinen Granitsteinen umgeben
  - wenige prägende Altbäume, u. a. Linden (Tilia spec.), Rot-Buche (Fagus sylvatica), Hainbuche (Carpinus betulus), Stiel-Eiche (Quercus robur), Rosskastanie (Aesculus hippocastanum) und Erle (Alnus glutinosa), ganz im Osten Pyramiden-Pappel (Populus nigra 'Italica') als Landmarke, Allee entlang eines Dammweges von Süden auf den Schlossstandort zuführend, heute mit Apfelbäumen (Malus domestica) bestanden, noch zwei Altbäume der ehemaligen Lindenallee am nördlichen Ende des Dammweges erhalten
  - Blickbeziehungen aus dem Park nach Norden in Richtung Schnaditz und von den Randbereichen des Parks in die umgebende Landschaft
  - Reste von Gräben und Dämmen noch vorhanden, aber kaum noch ablesbar